# Rue du Faubourg-Saint-Honoré
Ne doit pas être confondu avec Rue Saint-Honoré.
 (janvier 2017).
La rue du Faubourg-Saint-Honoré est une voie du 8e arrondissement de Paris qui le traverse d'est en ouest, au travers des quartiers de la Madeleine et du Faubourg-du-Roule.

## Situation et accès
Elle commence rue Royale et se termine place des Ternes. Elle est longue de 2 070 mètres.
Il s'agit de l'une des rues les plus luxueuses de la capitale. Outre le palais de l'Élysée, résidence officielle du président de la République française, la rue du Faubourg-Saint-Honoré est l'adresse d'ambassades, de magasins de luxe et de haute couture ainsi que de galeries d'art et d'antiquités prestigieuses.
Elle est desservie à proximité par la ligne 9 à la station Saint-Philippe du Roule.

## Origine du nom
La rue du Faubourg-Saint-Honoré doit son nom au fait qu'elle traversait le hameau et prolongeait la rue Saint-Honoré à l'extérieur du mur d'enceinte qui desservait l'église Saint-Honoré. Le faubourg est primitivement un quartier « fors le bourg » (de l'ancien français « fors », issu du latin foris, « en dehors » et de borc, bourg, forsborc vers 1200, forbours vers 1260).

## Historique
Au Moyen Âge, c'était la voie qui, en prolongement de la rue Saint-Honoré, allait de l'église Saint-Honoré, aujourd'hui disparue, située entre les rues Croix-des-Petits-Champs et des Bons-Enfants, au pont du Roule. Elle s'appelait déjà « rue du Faubourg-Saint-Honoré ».
À partir de 1633, cette appellation est réservée à la rue située à l'ouest de la nouvelle porte Saint-Honoré reconstruite en 1631 « à 400 toises de l'ancienne », à peu près au niveau de la rue Royale et qui va jusqu'au faubourg du Roule après avoir traversé le Grand Égout, qui se situait approximativement au carrefour avec la rue du Colisée. On parle alors de « nouveau faubourg Saint-Honoré ». Au-delà de celui-ci, au niveau du village du Roule (voir « Quartier du Faubourg-du-Roule »), la voie devint « chaussée du Roule ». Cette section prit par la suite successivement les noms de « rue du Bas-Roule », « rue du Haut-Roule » et « rue du Faubourg-du-Roule ». Elle est citée sous le nom de « Chaussée du faulxbourg Saint Honnoré », dans un manuscrit de 1636.
Le quartier du faubourg Saint-Honoré se développe rapidement à partir de la fin du XVIIe siècle sous l'impulsion de riches financiers qui y font construire des hôtels particuliers dont témoignent ceux qui ont été conservés entre la rue du Faubourg-Saint-Honoré et l'avenue Gabriel. Plusieurs phénomènes concourent à ce développement : la pression démographique au centre de Paris — la capitale dépasse 500 000 habitants dans la seconde moitié du XVIIIe siècle —, le déclin du quartier du Marais et l'installation du régent Philippe d'Orléans au Palais-Royal proche à partir de 1715.
Les déclarations royales de 1724 et 1726 donnent un coup d'arrêt à la spéculation en interdisant de percer de nouvelles rues et de bâtir dans les faubourgs des maisons à porte cochère, mais les habitants du faubourg Saint-Honoré s'insurgent et réclament un traitement privilégié.
En 1733, avec l'extension de la ville jusqu'au mur des Fermiers généraux, la porte Saint-Honoré est supprimée et l'octroi est transféré au Roule. La limite d'interdiction de bâtir est reportée en 1740 jusqu'à la rue des Saussaies et, le 10 février 1765, jusqu'à la rue de Chaillot (actuelle rue de Berri). La création de la place Louis-XV (actuelle place de la Concorde) en 1757 relance la spéculation.
L'impératrice Eugénie, sans doute superstitieuse, fit supprimer le no 13 de la rue du Faubourg-Saint-Honoré, qui n'a jamais été rétabli.

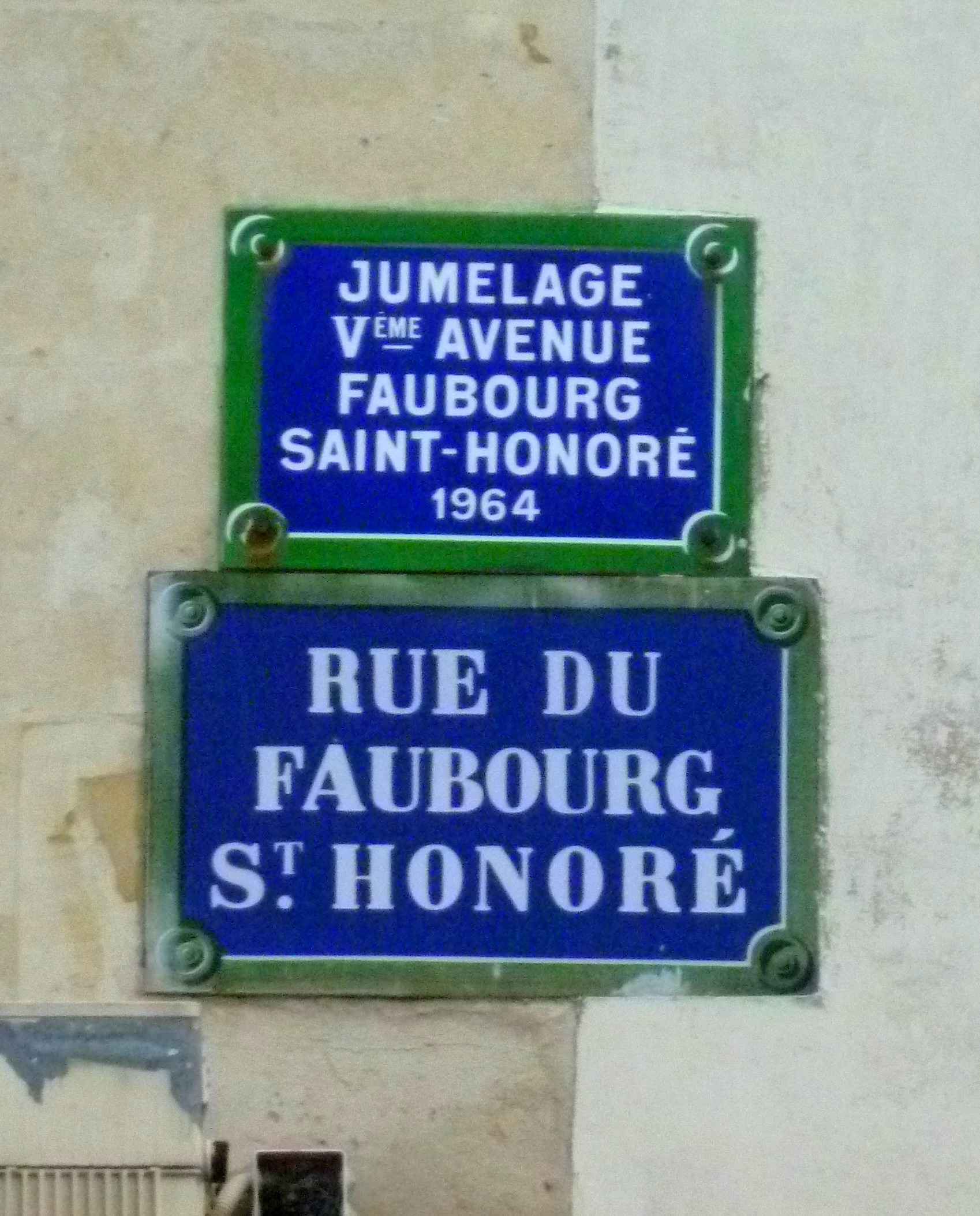
Plaque du jumelage avec la Cinquième Avenue à New York.

En 1964, sous l'égide du Comité du Faubourg Saint-Honoré, la rue est jumelée avec la Cinquième Avenue de New York. La rue du Faubourg-Saint-Honoré est aussi jumelée avec la Via Condotti à Rome. 
Une partie de la voie délimitait la ZAC Beaujon.
Depuis 2015, et à la suite de la mise en place du plan Vigipirate en réponse aux nombreux attentats islamistes qui frappent le territoire français, la rue est définitivement fermée à la circulation de tous les véhicules non autorisés entre la rue de Duras et la place Beauvau et de nombreux dispositifs de sécurité sont déployés aux différents points d'accès du palais de l'Élysée (herses, bornes anti-véhicules béliers) s'ajoutant à cela une forte présence policière. La circulation des piétons sur cette portion est aussi très règlementée et souvent interdite, notamment lors des visites officielles, du Conseil des ministres, du Conseil de défense et du Conseil restreint. Le dispositif affecte considérablement la fréquentation des luxueux magasins situés sur cette portion de rue, jusque-là visités par une clientèle fortunée.

## Description
Du côté impair, le début de la rue est bordé par des hôtels particuliers entre cour et jardin dont les parcelles vont jusqu'à l'avenue Gabriel, c'est-à-dire qu'elles donnent sur les Champs-Élysées. Ce sont aujourd'hui pour la plupart des bâtiments officiels, tels que l'hôtel de Pontalba, résidence de l'ambassadeur des États-Unis, ou l'hôtel de Charost, siège de l'ambassade du Royaume-Uni.

« Encore au début de ce siècle, écrit le dramaturge André de Fouquières en 1956, la différence entre le côté des numéros impairs et le côté des numéros pairs du faubourg était immédiatement perceptible. On trouvait, d'une part, une suite de façades aveugles, hauts murs masquant des demeures isolées par des cours et donnant sur jardins joignant les Champs-Élysées ; d'autre part, c'étaient des immeubles locatifs, où les fournisseurs des gens d'en face avaient choisi d'avoir boutique à proximité de leur clientèle. Cette division n'est plus guère sensible aujourd'hui parce que les grands hôtels patriciens ont changé de destination. La société qui devait attirer en cette voie parisienne une certaine forme de négoce a disparu, mais par un phénomène de persistance moins rare qu'on ne le supposerait, le commerce de luxe reste l'apanage du faubourg Saint-Honoré. »

Au premier quart de la rue se trouve la place Beauvau, où est sis l'hôtel de Beauvau, qui abrite le ministère de l'Intérieur. Entre la place Beauvau et l'avenue Matignon, outre l'hôtel Le Bristol, se trouvent de nombreuses galeries de peintures et marchands d'art et d'antiquités de grande qualité.

## Bâtiments remarquables et lieux de mémoire

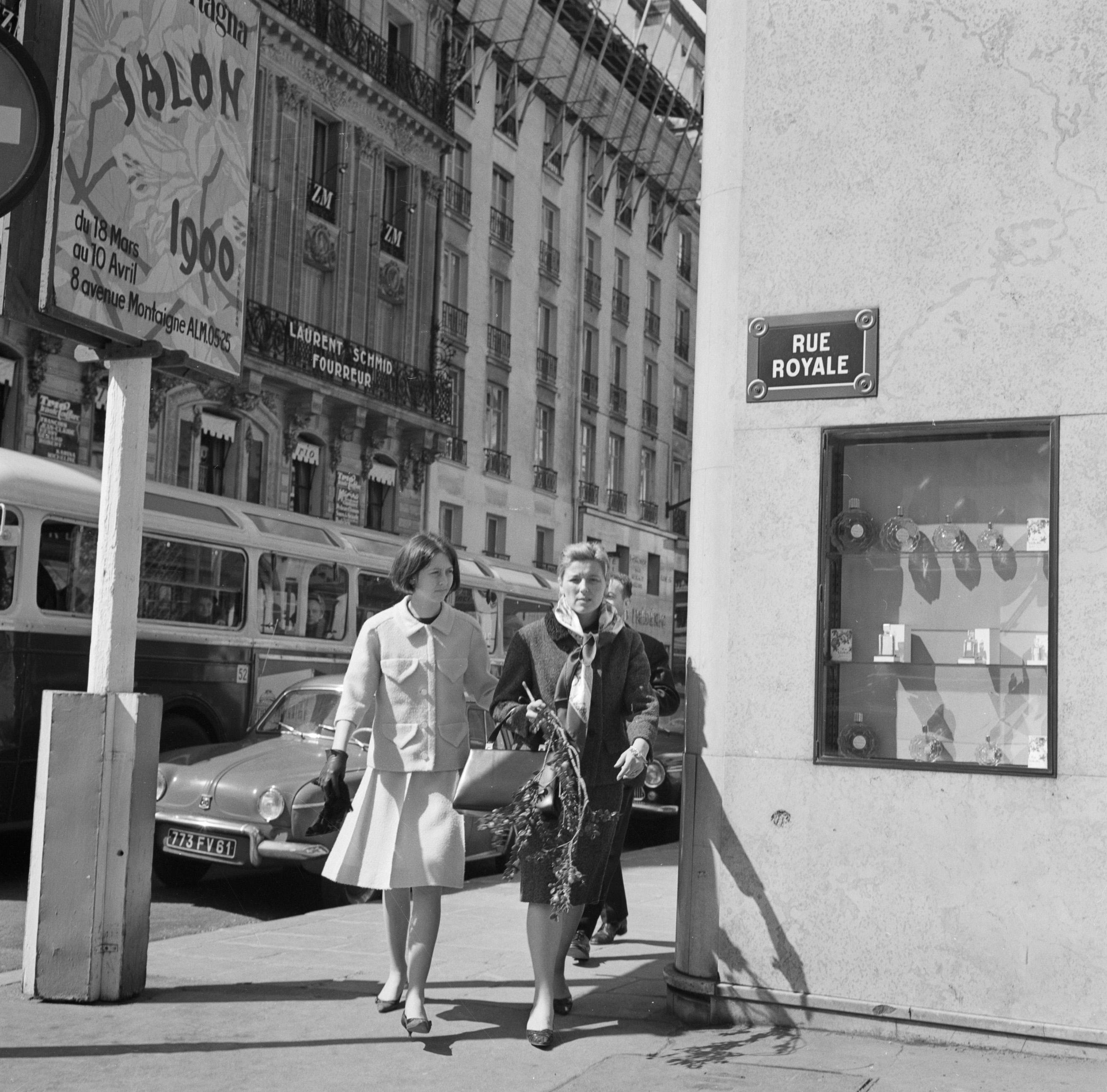
L'extrémité orientale de la rue du Faubourg-Saint-Honoré, vue depuis le rue Royale, en 1965. Photographie Willem van de Poll.

Les premières maisons de la rue du Faubourg-Saint-Honoré ont été incendiées par les communards en 1871, avec une partie de la rue Royale.
- No 3 : à cette adresse se trouvait en 1928 la galerie d'art Ecalle[14] dans laquelle exposa, entre autres, Adrien Karbowsky.
- No 6 : immeuble qui fut habité par l'écrivain Henry Monnier, créateur du personnage de Monsieur Prudhomme.
- No 9 : c'était, à l'enseigne Aux Montagnes russes, une maison acquise en 1832 par le fils d'un médecin d'Auteuil, Chardon-Lagache[Note 1],[15]. La femme d'un pair de France qui fut ambassadeur auprès du tsar, la baronne de Barante[Note 2], introduisit son fournisseur auprès de la haute société de la monarchie de Juillet et les Montagnes russes devinrent un magasin à la mode en une époque qui fut décisive pour le destin du faubourg Saint-Honoré[16].
- No 11 : après avoir ouvert un salon de coiffure en 1945 au no 83 puis avoir déménagé en 1947 au no 5, les sœurs Carita créent au no 11 en 1951 un salon d’esthétique qui existe toujours[17]. En 1956, elles ouvrent une école d'esthétique au no 14 de la même voie[18].
- No 14 : immeuble construit à la fin du XVIIIe siècle, occupé entre 1811 et 1835 par la mairie de l'ancien 1er arrondissement. Salle des fêtes au rez-de-chaussée.
- No 19 : immeuble construit à la fin du XVIIIe siècle, occupé au rez-de-chaussée par la parfumerie créée par Jean-François Houbigant en 1775. Maurice Étienne Legrand, dit Franc-Nohain (1872-1934), écrivain et poète y a habité au no 71[19].

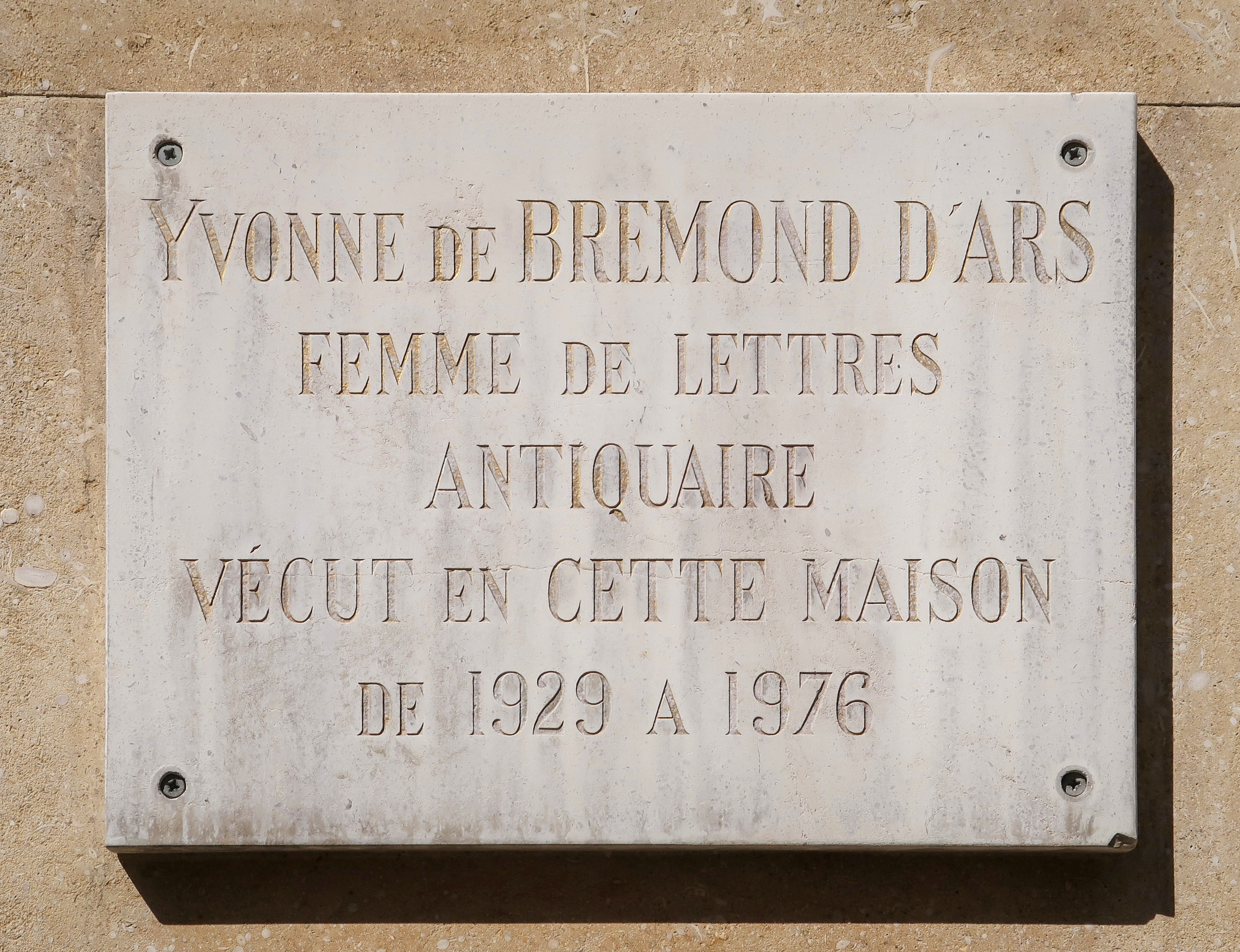
Plaque au no 20.

- No 20 : magasin de l'antiquaire Yvonne de Bremond d'Ars jusqu'en 1968. Une plaque commémorative lui rend hommage.
- Nos 21-23 : immeubles de rapport construits en 1776 pour le fermier général Le Roy de Senneville.
- No 22 : en 1889, la couturière Jeanne Lanvin[20] (1867-1946) ouvre sa première boutique de chapeaux dans l’entresol du 16, rue Boissy-d’Anglas[21] et, quatre ans plus tard, inaugure sa maison au 22 de la rue du Faubourg-Saint-Honoré[22]. On peut observer sur la façade un cartouche portant la date de 1886. L’entresol, où débuta la couturière française, n’existe plus et a été remplacé par les hautes vitrines de la maison Lanvin.
- No 24 : immeuble du XVIIIe siècle, très remanié, qui abrite la maison Hermès depuis 1879. Le toit-terrasse du bâtiment est occupé par un petit jardin privatif. Durant la Seconde Guerre mondiale, la famille Hermès y avait d'abord aménagé un potager, transformé en espace vert à la Libération. Depuis 1987 est installée sur le rebord la statue d'un cheval et de son cavalier, brandissant des carrés de la marque. Il s'agit autant d'une référence à l'histoire d'Hermès, dédié à l'origine à la sellerie, que du souvenir de la descente de l'avenue des Champs-Élysées par un cavalier solitaire muni de feux d'artifice, le 14 juillet 1801 ; voulant célébrer la République en plein Consulat, il fut arrêté[23].
- No 25 : résidence parisienne des princes de Monaco jusqu'à ce que le prince Albert Ier la transfère dans l'hôtel de l'avenue Georges-Mandel[24]. Igor Stravinsky y a habité de 1934 à 1939[25]. L'hôtel particulier a aussi appartenu à Denis-André de Kerveguen, fils de Gabriel Le Coat de Kerveguen, riche planteur créole de La Réunion[26].
- No 27 : un hôtel se trouve au fond de la cour[27]. À la fin du XIXe siècle, l'immeuble appartenait à l'agent de change Adolphe Abeille (né en 1848) dont la maîtresse, Alphonsine Demay, habitait au no 66 : « Il était un épicurien convaincu. Il était riche ; mais il n'avait pas le souci du faste. Il dépensait sans compter, voilà tout. Il n'avait pas le goût du monde et il était dépourvu, à cet égard, d'ambitions. Il vivait entre Nice, Paris et Lamorlaye, près de Chantilly, où il surveillait ses écuries de course, car il aimait le cheval et l'atmosphère des hippodromes. […] Faubourg Saint-Honoré, il disposait d'une charmante garçonnière, dont les fenêtres donnaient sur le jardin, vers l'avenue Gabriel. Mme Demay aidait le maître de maison à y recevoir des amis choisis. La chère était délicate et la cave était sans pareille[28]. »
- No 29 : hôtel de Rohan-Montbazon, construit en 1719 par Pierre Cailleteau dit Lassurance. remanié au XIXe siècle, un salon a conservé un décor Empire. Anciennement, une boutique Chanel[29].
- No 30 : cité du Retiro.
- No 31 : hôtel Pillet-Will, ancien hôtel Marbeuf, ayant appartenu à Jean-Hyacinthe Davasse de Saint-Amarand (Albi, 22 février 1692–Paris, 20 mai 1770), fermier général ayant contribué, comme les 64 autres fermiers généraux, aux frais de l'édition dite des fermiers généraux des Fables de La Fontaine établie par Barbou à Paris en 1762[réf. nécessaire]. Actuelle résidence de l'ambassadeur du Japon en France.

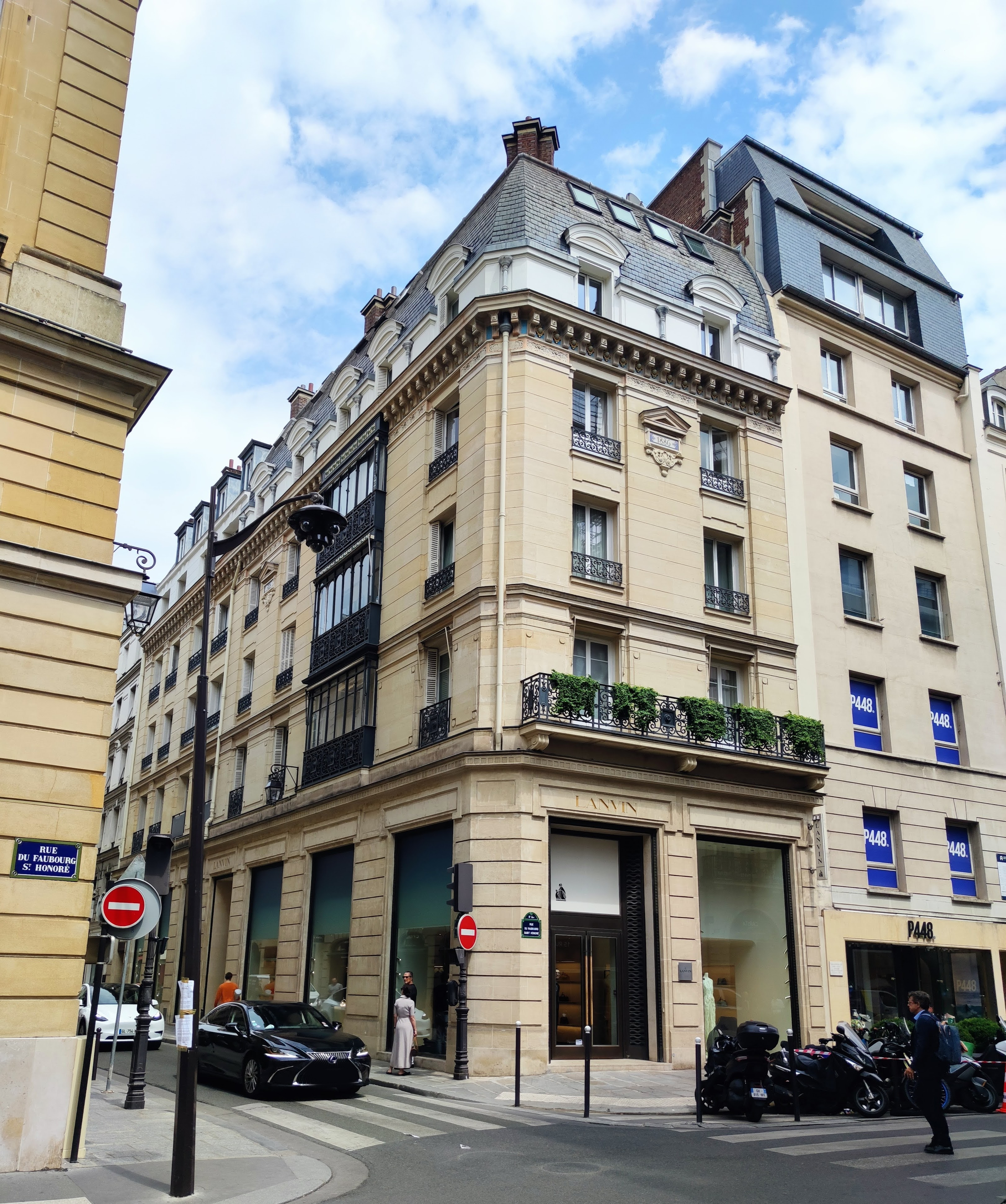
No 22.
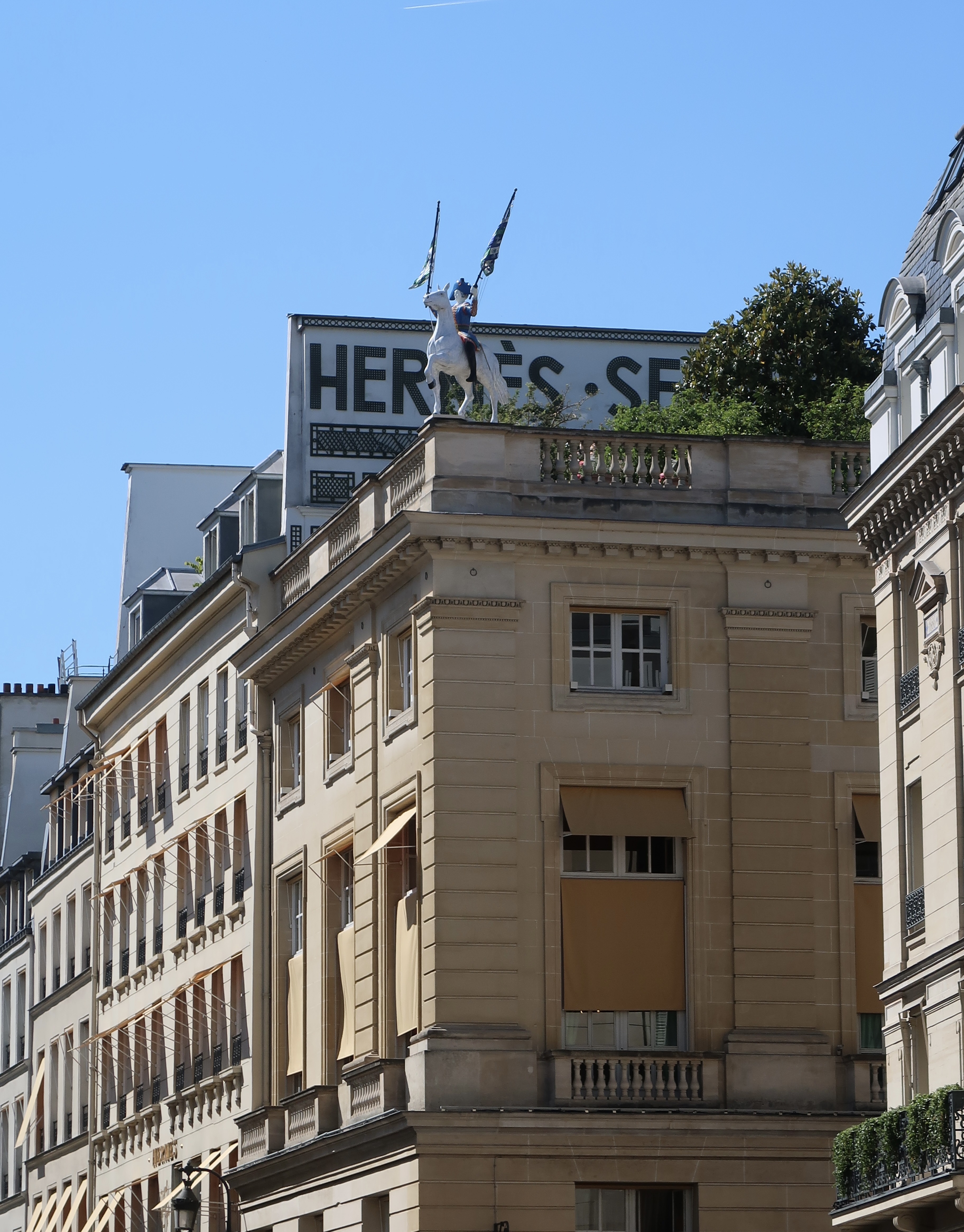
No 24.
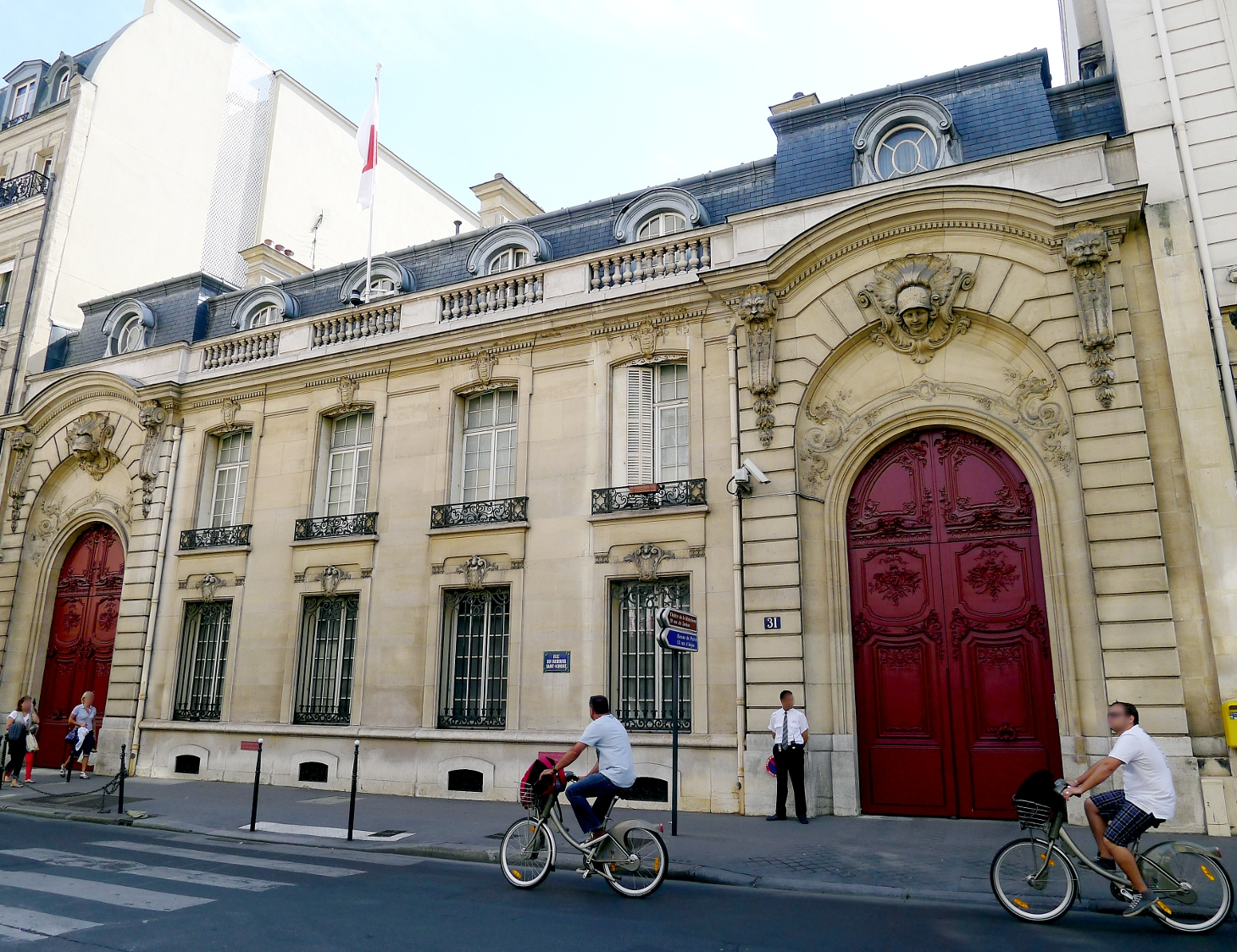
No 31 : l'hôtel Pillet-Will.

- No 33 : hôtel Perrinet de Jars, dit aussi hôtel de Guébriant, construit en 1714 par Pierre Grandhomme pour Anne Levieux, femme d'un financier. Il appartint ensuite au fermier général Étienne Perrinet de Jars, qui lui a laissé son nom et le fit transformer par Jean-Michel Chevotet. Il fut acquis en 1810 par le duc Decrès, ministre de la Marine de Napoléon Ier. Loué de 1849 à 1864 à l'ambassade de Russie, il est vendu en 1856 au baron Nathaniel de Rothschild qui le fait transformer vers 1864 par Léon Ohnet. Les travaux consistent notamment en la reconstruction du corps sur rue et de l'escalier et en le remontage de boiseries réalisées en 1762 par Étienne-Louis Boullée pour l'hôtel de Tourolle, rue Charlot. Le bâtiment sur rue a été surélevé en 1928[réf. nécessaire]. L'hôtel abrite aujourd'hui le Cercle de l'Union interalliée qui l'a acquis en 1920 d'Henri de Rothschild ; c'est également le siège du Nouveau Cercle de l'Union, indépendant du premier.

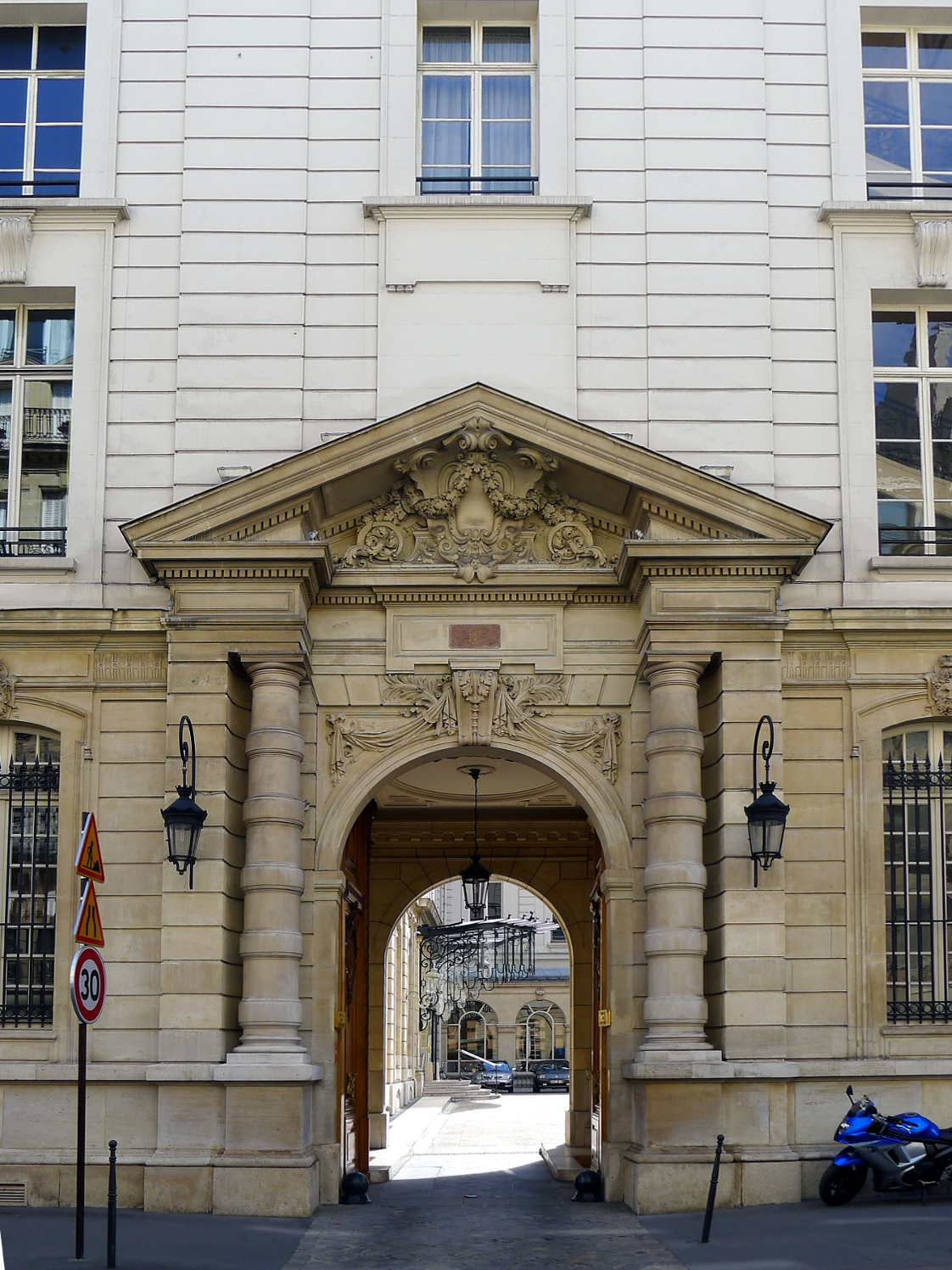
L'hôtel Perrinet de Jars abrite aujourd'hui le Cercle de l'Union interalliée.

- No 35 : hôtel, jumeau du no 33, construit en 1714 par Pierre Grandhomme pour Louis Chevalier, président à mortier au Parlement de Paris, frère de la commanditaire du no 33. Les frères Isaac et Émile Pereire l'achetèrent en 1855 et le firent remanier par leur architecte attitré, Alfred Armand : reconstruction du corps sur rue, décor peint par William Bouguereau et Charles Jalabert au rez-de-chaussée (aujourd'hui disparu) et Alexandre Cabanel et Auguste Gendron au premier étage. Il s'installèrent respectivement au premier et au rez-de-chaussée. L'hôtel abrite aujourd'hui l'ambassade du Royaume-Uni.
Du no 35 au no 41, le trottoir longeant les bâtiments est fermé au public étranger aux bâtiments diplomatiques.

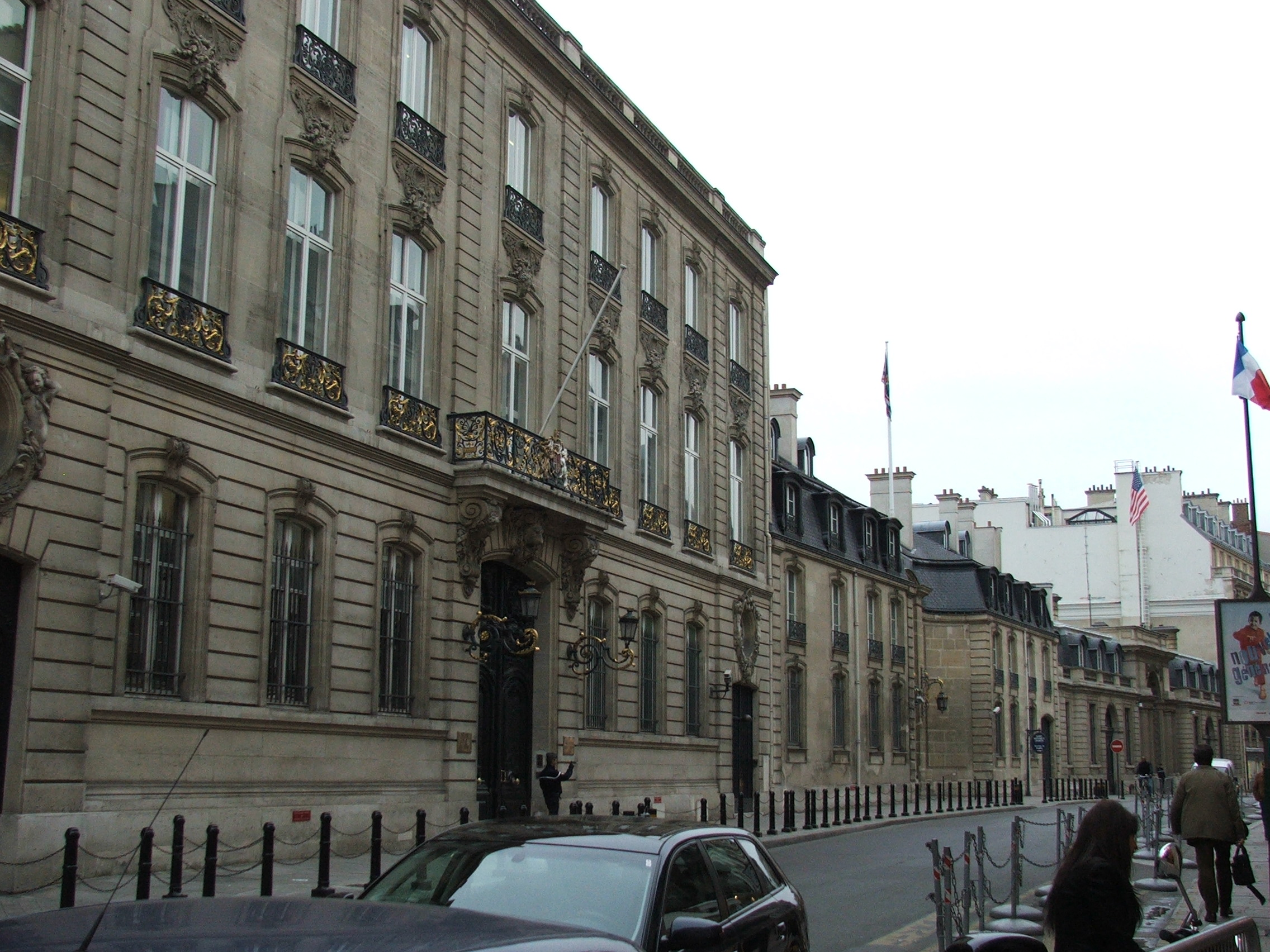
L'hôtel Chevalier (au premier plan) et l'hôtel de Charost abritent la chancellerie de l'ambassade et la résidence du Royaume-Uni en France.

- No 39 : hôtel de Charost, construit en 1720-1722 par Antoine Mazin pour Armand de Béthune, deuxième duc de Charost. En 1760, le comte de La Marck y fait réaliser un décor intérieur néo-classique par l'architecte Pierre Patte. D'importantes transformations sont effectuées pour Pauline Bonaparte, princesse Borghèse, propriétaire entre 1803 et 1815, notamment la construction d'une galerie en retour sur le jardin pour présenter les tableaux de la célèbre collection Borghèse et les décors intérieurs. Acquis en 1814, avec la totalité du mobilier à l'exception des tableaux, par le Royaume-Uni pour y installer son ambassade : l'ambassadeur Lord Granville fait construire une aile symétrique pour servir de salle de bal et relie les deux ailes par une galerie vitrée construite par Louis Visconti en 1825 (l'un des premiers exemples des jardins d'hiver qui se multiplieront sous le Second Empire) ; la chambre d'apparat est transformée en salle du trône à l'occasion de la visite en France de la reine Victoria. Abrite aujourd'hui la résidence de l'ambassadeur du Royaume-Uni. C'est dans cet hôtel que fut célébré en 1833 le mariage du compositeur Hector Berlioz avec la tragédienne Harriet Smithson[6].
- No 41 : hôtel de Pontalba, construit entre 1842 et 1855 par Louis Visconti pour la baronne Michaela de Pontalba sur l'emplacement de l'ancien hôtel d'Aguesseau, qu'elle avait acheté en 1836. Le baron Edmond de Rothschild l'achète en 1876 et le fait presque entièrement reconstruire par son architecte Félix Langlais, qui n'a laissé intacts que le hall et le portail d'entrée, mais a respecté le plan en « H » de l'édifice. Le fronton de la façade sur jardin, orné d'une statue de Flore due au sculpteur René Charpentier, provient de l'ancien hôtel du Maine, rue de Lille, que le baron de Pontalba avait acheté en 1838 et fait raser[30]. C'est Edmond de Rothschild qui a fait remonter à l'hôtel de Pontalba le cabinet de laques de Chine provenant du même hôtel du faubourg Saint-Germain[31]. L'hôtel de Pontalba fut acquis en 1948 par les États-Unis pour y loger des bureaux de son ambassade. Restauré entre 1966 et 1971, il abrite aujourd'hui la résidence de l'ambassadeur des États-Unis.

- Nos 43 à 53 : l'îlot situé entre le no 43 et la rue de l'Élysée fut loti dans le cadre d'une opération de promotion immobilière réalisée dans le troisième quart du XVIIIe siècle par le financier Étienne-Michel Bouret (1708-1777). Il abrita six hôtels particuliers. L'un (hôtel de Brunoy), fut bâti par Étienne-Louis Boullée ; la construction des cinq autres fit intervenir, parfois successivement, et dans des proportions qui ne sont pas faciles à déterminer, Mathurin Cherpitel, Guillaume-Martin Couture et Jean-Baptiste Louis Élisabeth Le Boursier. Bouret avait acquis des héritiers de Julien de La Faye en plusieurs transactions, entre 1767 et 1769, de vastes terrains qui s'étendaient entre la rue du Faubourg-Saint-Honoré au nord, l'avenue des Champs-Élysées au sud, le palais de l'Élysée à l'ouest et ce qui est aujourd'hui l'hôtel de Pontalba, et qui était alors l'hôtel de Poyanne, à l'est :
  - un premier terrain, correspondant à un lot adjugé à Julien de la Faye sur le Sr Le Bouteux par sentence du 6 juin 1696, et correspondant aux actuels nos 43 à 47, fut partagé en trois lots sur lesquels se construisirent trois hôtels :
    - no 43 : hôtel Bouret, puis hôtel d'Andlau (ancien no 16). C'est dans cet hôtel que Bouret se suicida en s'empoisonnant à l'arsenic en 1777. Après sa mort, l'hôtel fut acheté le 20 mai 1779 par le comte et la comtesse d'Andlau. Le comte d'Andlau y fit placer des panneaux peints par Jean-Baptiste Oudry pour le château de Voré ;
    - no 45 : hôtel de Brunoy (ancien no 16 bis). Hôtel édifié en cœur d'îlot sur une parcelle donnant sur les Champs-Élysées, accessible par un passage s'ouvrant au no 45 entre les hôtels d'Andlau et de Sabran, vendue en 1774 par Bouret à la commanditaire, Jeanne Françoise Émilie de Pérusse des Cars (vers 1745-1823), marquise de Brunoy. Construit entre 1775 et 1779 par l'architecte Étienne-Louis Boullée, l'hôtel de Brunoy, souvent appelé le « temple de Flore », fut considéré par les contemporains comme le chef-d'œuvre de l'architecte. Il a été détruit en 1930 ;
    - no 47 : hôtel de Sabran (ancien no 17), contigu à l'hôtel d'Andlau et achevé par Mathurin Cherpitel dans les années 1770 à partir d'un hôtel vendu inachevé par le financier Bouret. Il tient son nom de sa propriétaire, Françoise Éléonore de Jean de Mandeville (1750-1827), comtesse de Sabran-Grammont par son mariage avec le comte Elzéar Joseph de Sabran-Grammont, lieutenant général des armées navales, plus âgé qu'elle d'un demi-siècle et qui la laissa veuve à 25 ans avec deux enfants : Elzéar (1774-1846) et Delphine (1771-1826), future marquise de Custine et maîtresse de François-René de Chateaubriand ;

  - un second îlot, correspondant aux actuels nos 49 à 53, qui comprenait, lorsque Bouret en fit l'acquisition, un seul hôtel édifié du côté du palais de l'Élysée, fut également partagé en trois lots selon le même principe (deux hôtels sur la rue et un troisième en cœur d'îlot) :
    - no 49 (ancien no 18) : ancien hôtel de Villemorien. Sa construction fut sans doute confiée par Bouret à Le Boursier. Elle était en cours en 1772. Avec l'hôtel du no 20, avec lequel il communiquait par un passage souterrain permettant d'avoir en commun certains services[32], il fut vendu par le promoteur à son gendre, Philippe Charles Legendre de Villemorien (1717-1789), fermier général, le 18 avril 1773. Celui-ci ne l'occupa jamais mais loua le bâtiment sur rue[Note 3] puis en vendit l'usufruit le 5 juillet 1786 à Charlotte Oré, veuve du comte de Vassy[33]. Le 2 janvier 1793, alors veuve en secondes noces de Louis Charles Joseph Le Tonnelier de Breteuil, elle céda son usufruit à Henry Gédéon Ignace de Paulian, député de Saint-Domingue. La maison était alors louée, depuis 1792, à Mme de La Tour du Pin, veuve de François David Bollioud de Saint-Julien, ancien receveur du clergé de France. À la mort de Mme de Breteuil le 7 mars 1808, l'usufruit s'éteignit et l'intégralité de la propriété se trouva réunie entre les mains de la vicomtesse de Bérenger[34]. Son fils, Antoine Raymond de Bérenger, la vendit le 10 octobre 1821 à Maria Assunta Leonida Butini, veuve d'Edmond, comte de Bourke, ministre plénipotentiaire du roi du Danemark. L'hôtel était alors loué depuis 1816 au maréchal Marmont, duc de Raguse. Après la mort de la comtesse de Bourke en 1845, son fils vendit la maison en 1847 au duc de Galliéra, important spéculateur immobilier dans le quartier, qui la revendit rapidement à Charles Tavernier, qui y vécut jusqu'en 1851. L'hôtel fut alors acquis par Émile Pereire, le 7 avril 1860, qui le fit démolir pour construire l'immeuble de rapport qui fait l'angle de la rue de l'Élysée ;
    - no 51 (ancien no 19) : l'ancien hôtel de Vergès, puis hôtel de Saxe, ensuite hôtel Sebastiani, se situait à l'emplacement où a été ouverte la rue de l'Élysée. Sur le faubourg Saint-Honoré, une porte cochère cintrée flanquée de deux colonnes d'ordre dorique et surmontée d'un entablement s'ouvrait entre les deux hôtels de Villemorien. Derrière la porte cochère, une allée d'une soixantaine de mètres de longueur menait à l'hôtel particulier élevé au fond d'une vaste cour et dont le jardin, sur l'arrière, s'étendait jusqu'à l'avenue Gabriel où il donnait par une double grille. Cet hôtel appartenait au maréchal Horace Sébastiani (1771-1851), fidèle de Louis-Philippe Ier et plusieurs fois ministre. Il fut le théâtre, le 17 août 1847, d'un des principaux scandales de la monarchie de Juillet : l'assassinat par le duc de Praslin de sa femme, Fanny, fille du maréchal ;
    - no 53 (ancien no 20) : un second hôtel de Villemorien, ultérieurement hôtel de Castellane, a été détruit et incorporé dans le palais de l'Élysée lors de la construction de la cour de service orientale et des bâtiments qui l'entourent, au XIXe siècle. Lorsque Bouret fit l'acquisition des terrains, cet emplacement comportait déjà un hôtel que le financier avait commencé par donner à bail à vie, le 11 mars 1771, à Charles-Maurice de Monaco (1727-1798), comte de Valentinois. Le projet était alors de transformer une partie du bâtiment sur rue pour y créer un bel appartement comprenant un beau salon créé en étendant le bâtiment du côté du passage du futur hôtel de Vergès, une vaste bibliothèque, un cabinet des médailles, d'utiliser une aile édifiée en retour à droite sur la cour et de bâtir au fond de celle-ci un petit corps de logis neuf entre cour et jardin comprenant au premier étage antichambre, salon et chambre à coucher. Mais ce projet ne fut pas mis à exécution et le comte de Valentinois continua d'habiter le faubourg Saint-Germain[Note 4]. Le bail à vie qui lui avait été consenti fut annulé le 30 mars 1773. Bouret décida alors de vendre les hôtels des nos 18 et 20 à son gendre, Philippe Charles Legendre de Villemorien. Ce dernier habita l'hôtel du no 20, légèrement plus spacieux que l'autre, et qui bénéficiait d'un accès aux jardins des Champs-Élysées grâce à un étroit passage, créé le long du mur d'enceinte du palais de l'Élysée, simple chemin herbeux de deux mètres de large reliant le faubourg à l'avenue Gabriel, qui était loué, en 1847, à la femme Poiriot, marchande de lait de chèvre, qui y faisait paître ses animaux. Au débouché de ce passage fut aménagé un petit pavillon du café bénéficiant d'une vue imprenable et qui devint, après la démolition de l'hôtel, un café de l'avenue Gabriel. Lors de la vente le 18 avril 1773, l'hôtel du no 20, sans doute commencé par Le Boursier, n'était pas encore achevé, les glaces et les boiseries devaient encore être posées. Les aménagements furent sans doute terminés sous la direction de l'architecte Guillaume-Martin Couture, dont le frère, Joseph-Abel, avait travaillé pour Legendre de Villemorien dans son château de Valençay. Après la mort de Legendre de Villemorien, sa veuve se remaria avec le baron Grimaldi et quitta l'hôtel. Sa fille, la vicomtesse de Bérenger, qui occupait déjà avec son mari l'appartement du second étage, hérita de l'hôtel tandis que son frère recevait le château de Valençay. Elle quitta le faubourg Saint-Honoré et loua l'appartement principal, le 3 juin 1806, au général de Gouvion-Saint-Cyr. À la mort de la vicomtesse de Bérenger, en 1818, la propriété revint à son fils aîné, Antoine Raymond de Bérenger, pair de France, qui la vendit le 14 février 1839 à la maréchale de Castellane née Greffulhe, qui y demeura jusqu'à sa mort en 1847 et transmit ensuite l'hôtel à l'une de ses filles, épouse du comte Maximilien de Hatzfeld, ministre de Prusse à Paris. En exécution d'une loi du 9 juillet 1852, l'hôtel fut acquis par l'État pour agrandir le palais de l'Élysée. Après avoir reçu quelques transformations, il fut démoli en 1854. Certains éléments de décor furent alors remployés au palais de l'Élysée tandis que six toiles peintes commandées en 1774 à Jean-Pierre Houël étaient envoyées au musée du Louvre[Note 5].
- No 46 : l'antiquaire Nathan Wildenstein (1851-1934) y installa sa galerie en 1890 avant de déménager en 1905 pour le 57, rue La Boétie. C'était en ces lieux qu'en 1950 la galerie des Beaux-Arts tenait le Salon de la Jeune Peinture.
- No 48 : Edme-Bonaventure Courtois, y a habité[35].
- No 49 : ambassade de Colombie en France (entrée et adresse : 22, rue de l'Élysée).

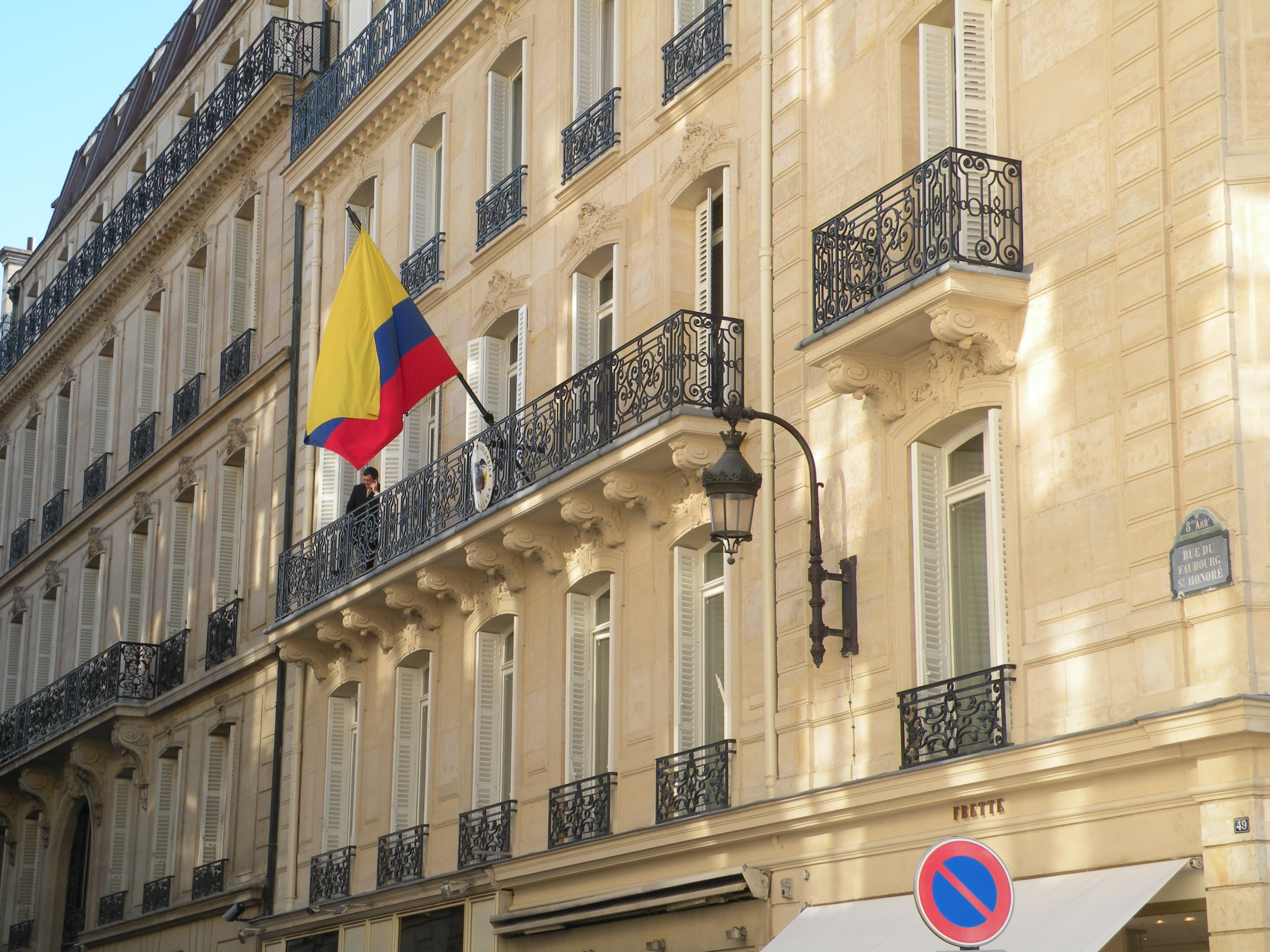
Façade de l'ambassade de Colombie en France au no 49.

- No 53 : Georges Eugène Haussmann est né à ce numéro de la rue du Faubourg-du-Roule (intégrée depuis lors dans la rue du Faubourg-Saint-Honoré), dans une maison que ses propres travaux amenèrent à détruire.
- No 55 : palais de l'Élysée, résidence officielle et lieu de travail du président de la République française. C'est l'ancien hôtel d'Évreux, du nom de son premier propriétaire, Louis-Henri de La Tour d'Auvergne, comte d'Évreux. Construit en 1720 par l'architecte Armand Claude Mollet à la demande du comte d'Évreux, le palais de l'Élysée a connu une histoire très riche : propriété royale, il fit office de résidence d'ambassadeur, puis de salon d'exposition. Joachim Murat, beau-frère de l'empereur Napoléon Ier, en fit sa résidence personnelle avant d'en faire don à l'empereur, qui y signa son acte d'abdication en 1815 en faveur de son fils Napoléon II. Devenue résidence officielle du président de la République sous le mandat de Patrice de Mac Mahon, tous les présidents de la République française ont fait de l'Élysée leur lieu de travail, une majorité de présidents l'ayant habité.

Le palais de l'Élysée
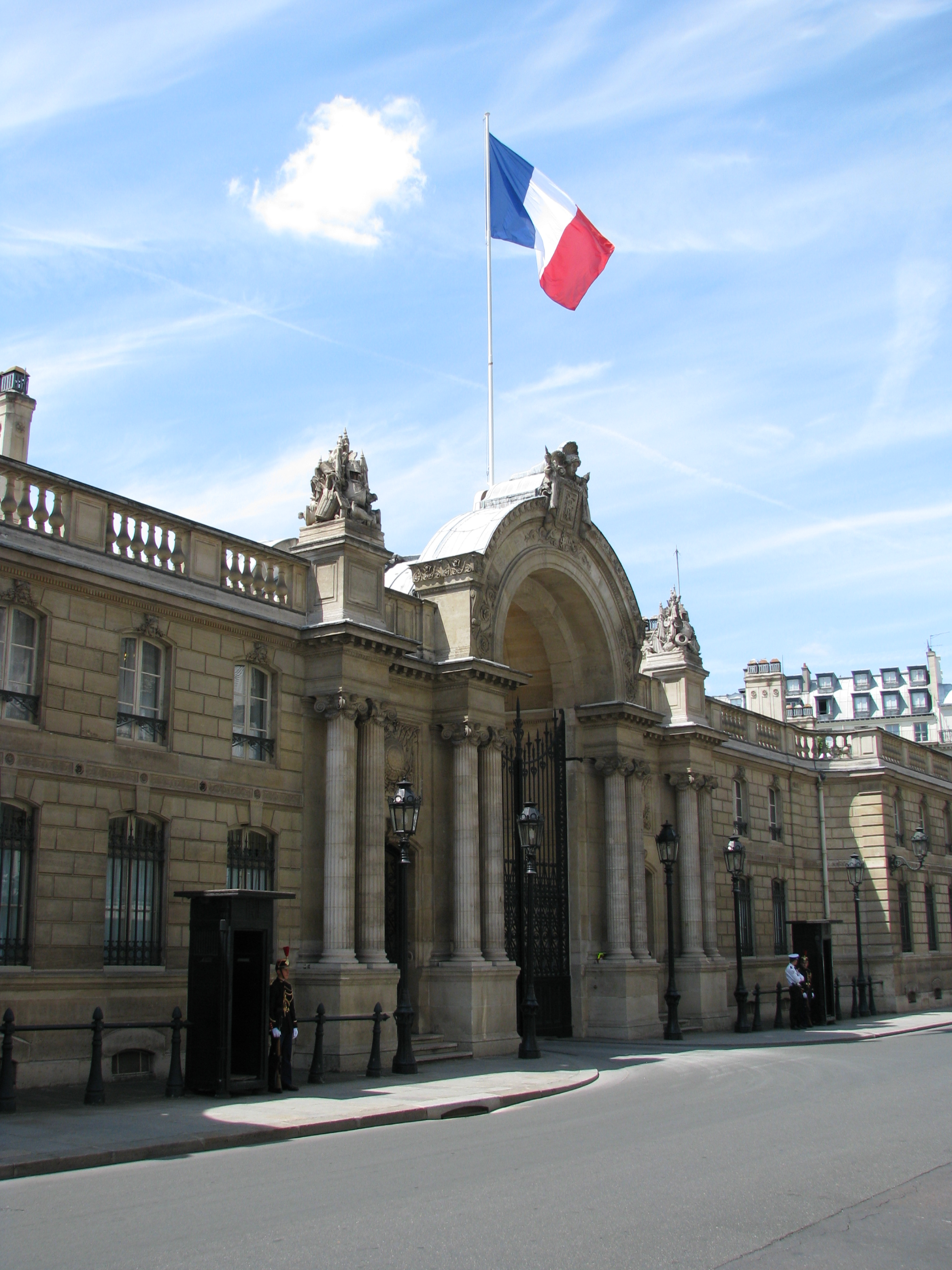
L'entrée du palais de l'Élysée, résidence officielle du président de la République française.
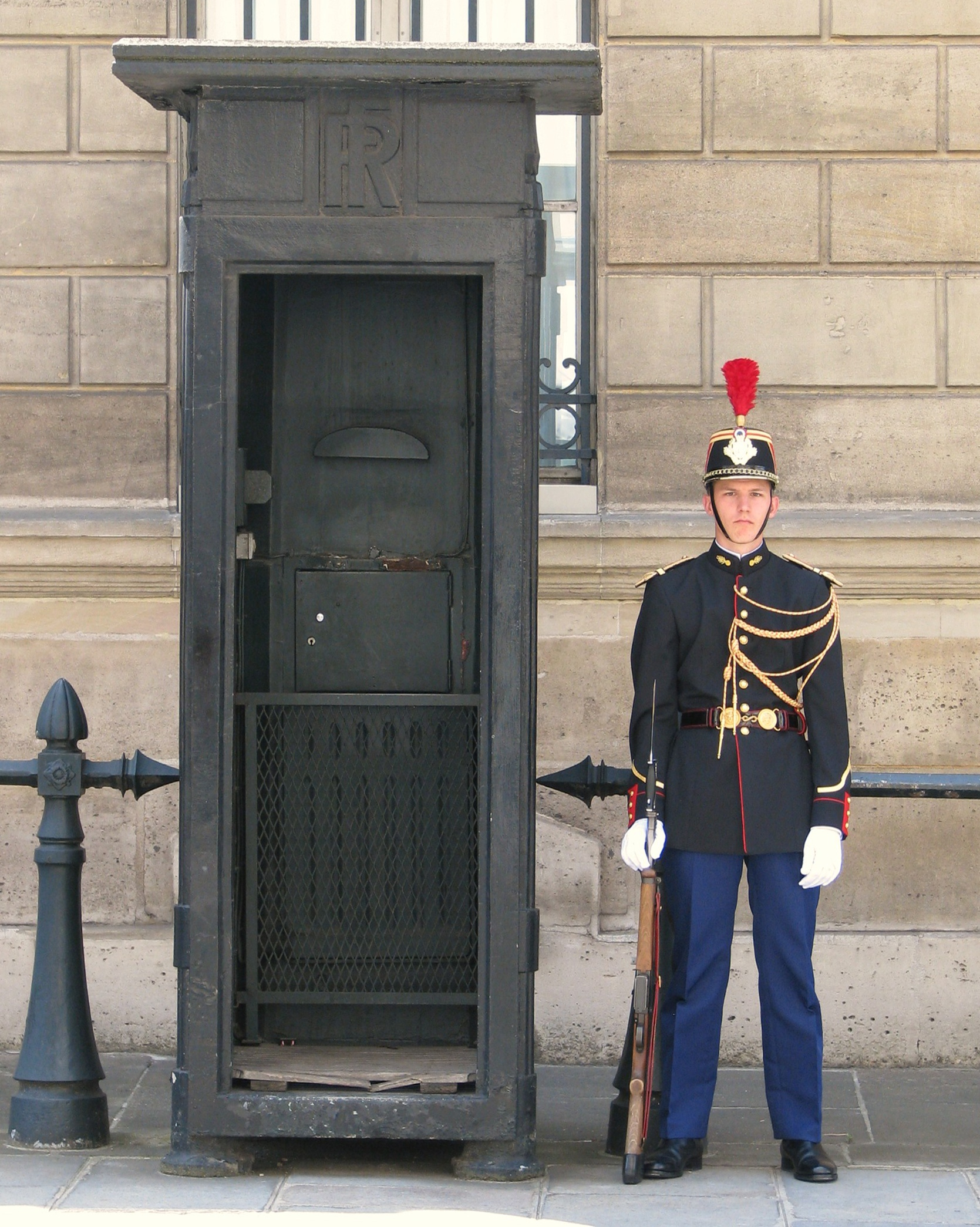
Un garde républicain, devant l'Élysée.
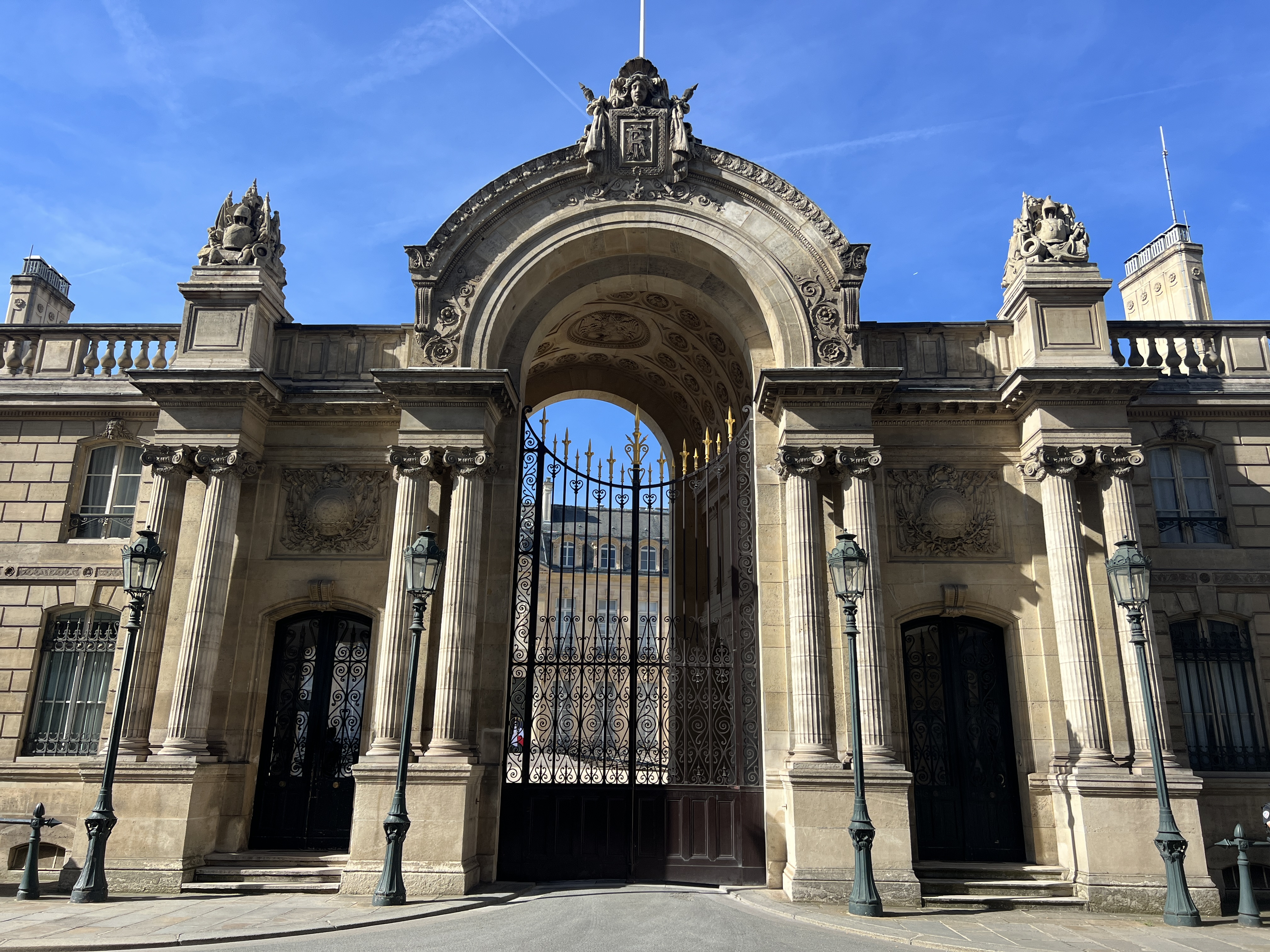
Le portail d'honneur.
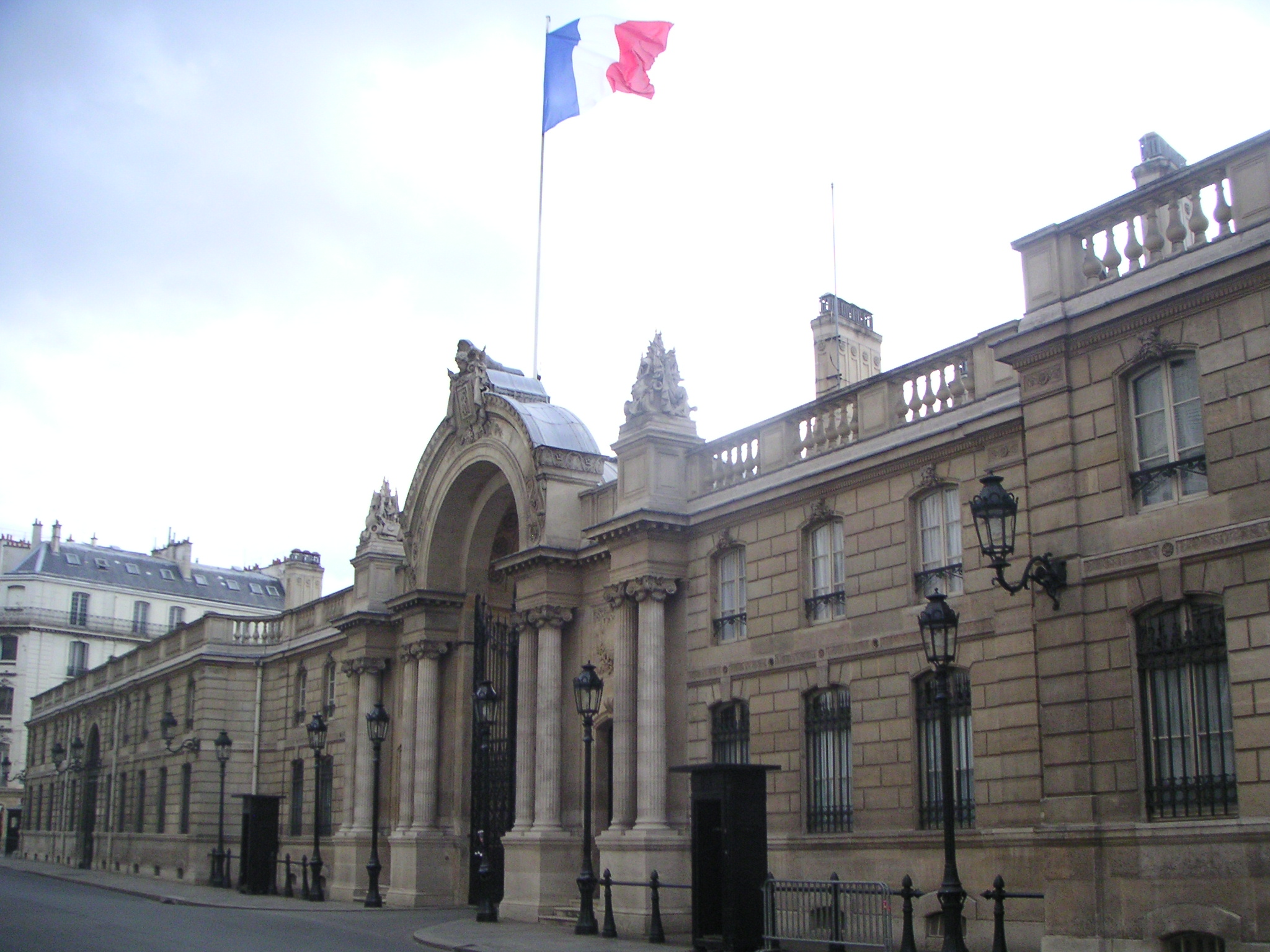
Façade du palais de l'Élysée.

- No 59 : boutique Pierre Cardin, à l'angle de l'avenue de Marigny.

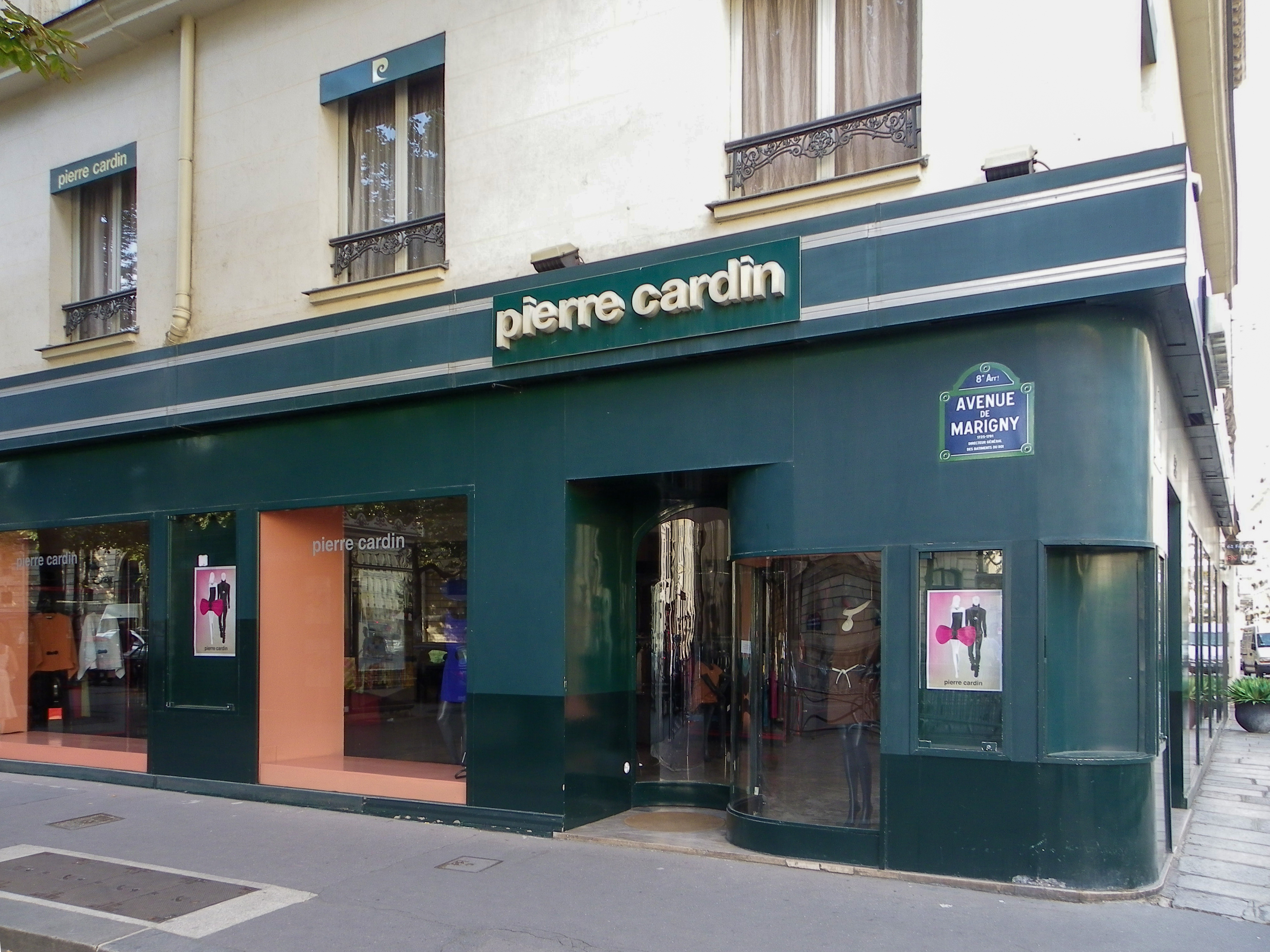
Boutique Pierre Cardin à l'angle de l'avenue de Marigny et de la rue du Faubourg-Saint-Honoré.
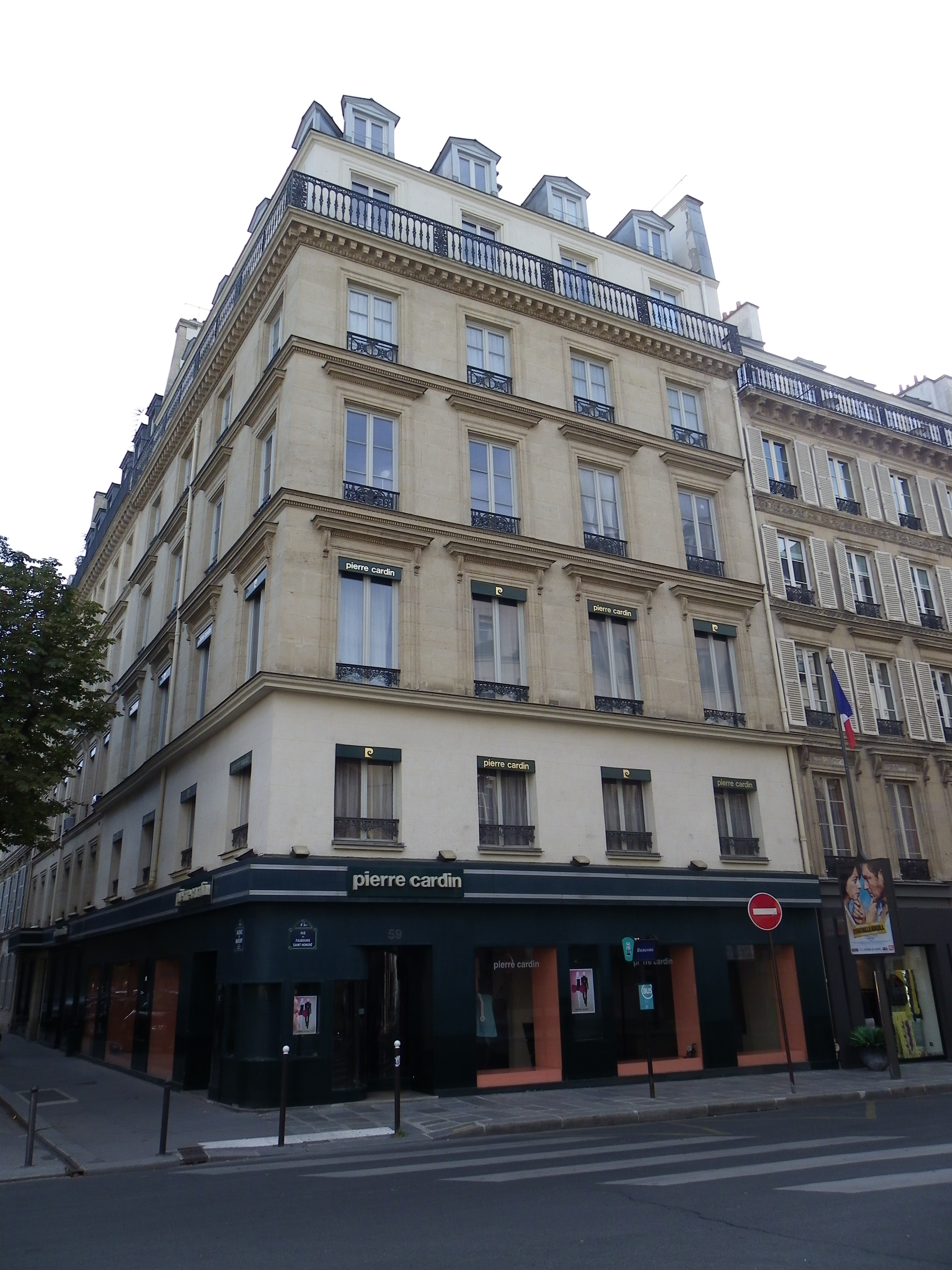
Boutique Pierre Cardin à l'angle de la rue du Faubourg-Saint-Honoré et de l'avenue de Marigny.

- Nos 65-67 : boutique Loris Azzaro.

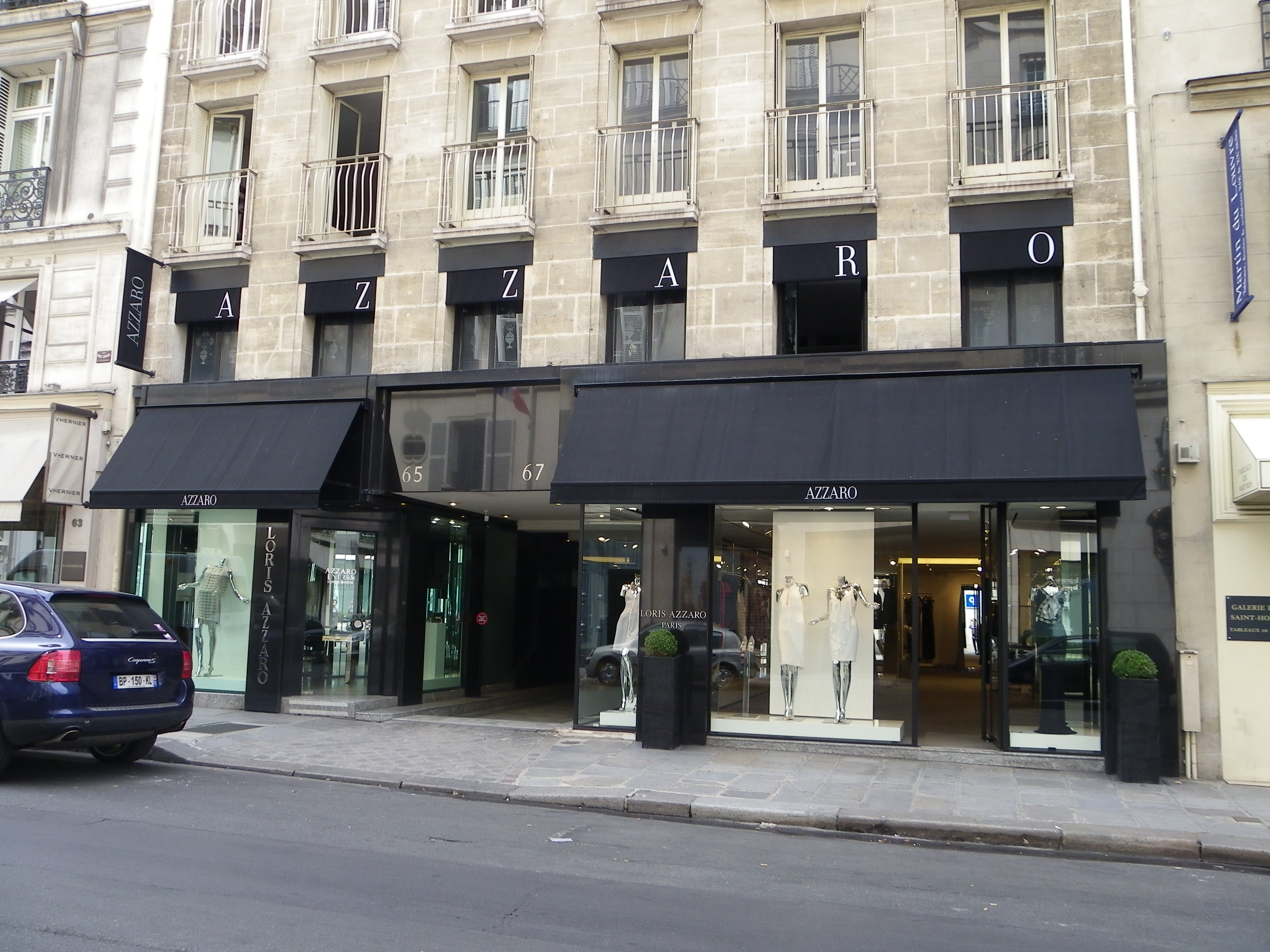
Boutique Azzaro aux nos 65-67.

- No 68 : le banquier Jules Ephrussi et son épouse, Fanny von Pfeiffer, ont habité dans cette maison avant 1886. La maison a ensuite été habitée par le banquier Louis Stern et son épouse née Ernesta de Hierschel dont le salon était réputé comme étant l'un des plus brillants de Paris avant la Première Guerre mondiale.
- No 69 : galerie d'Art Saint-Honoré.

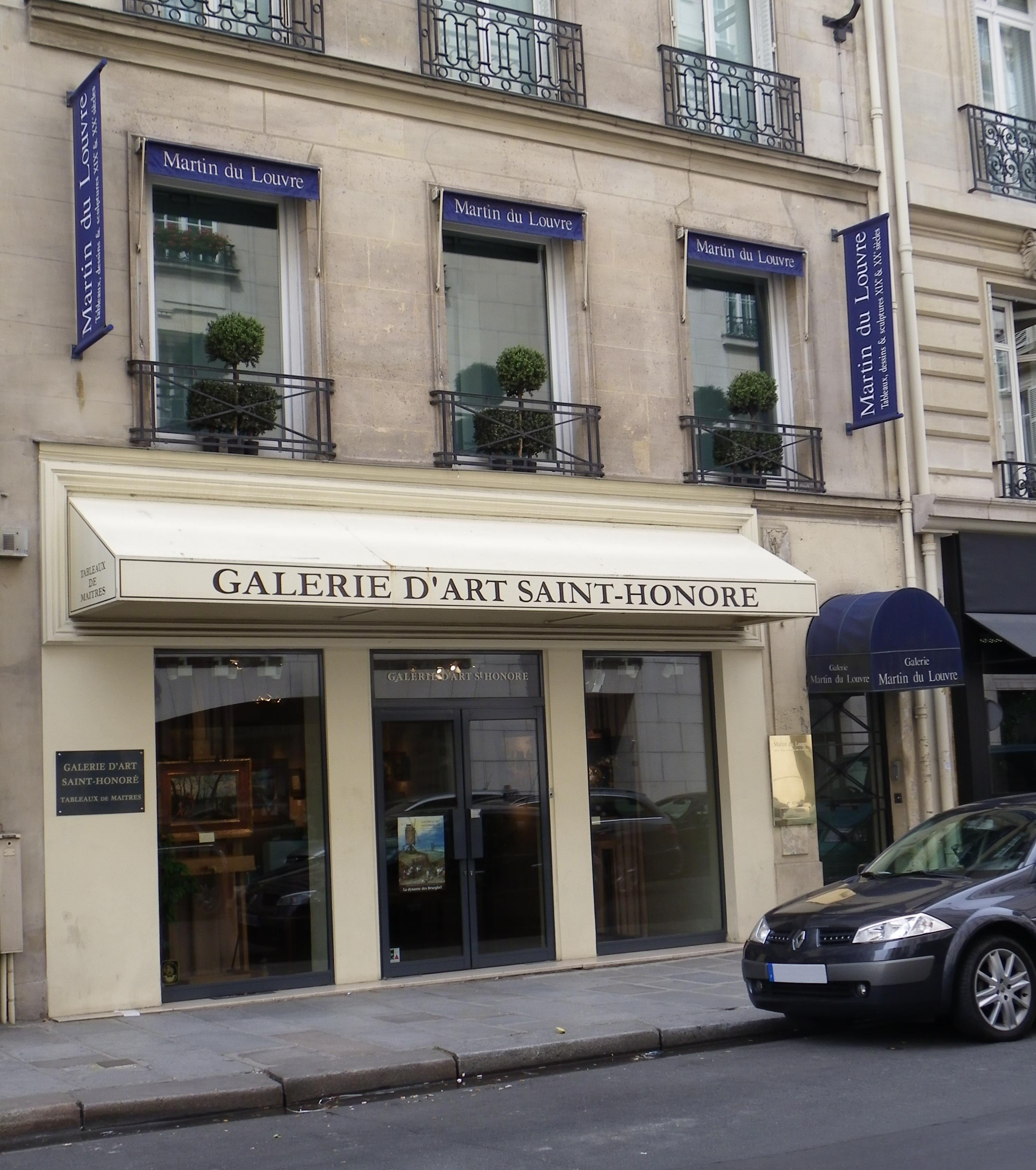
Galerie d'Art Saint-Honoré au no 69.
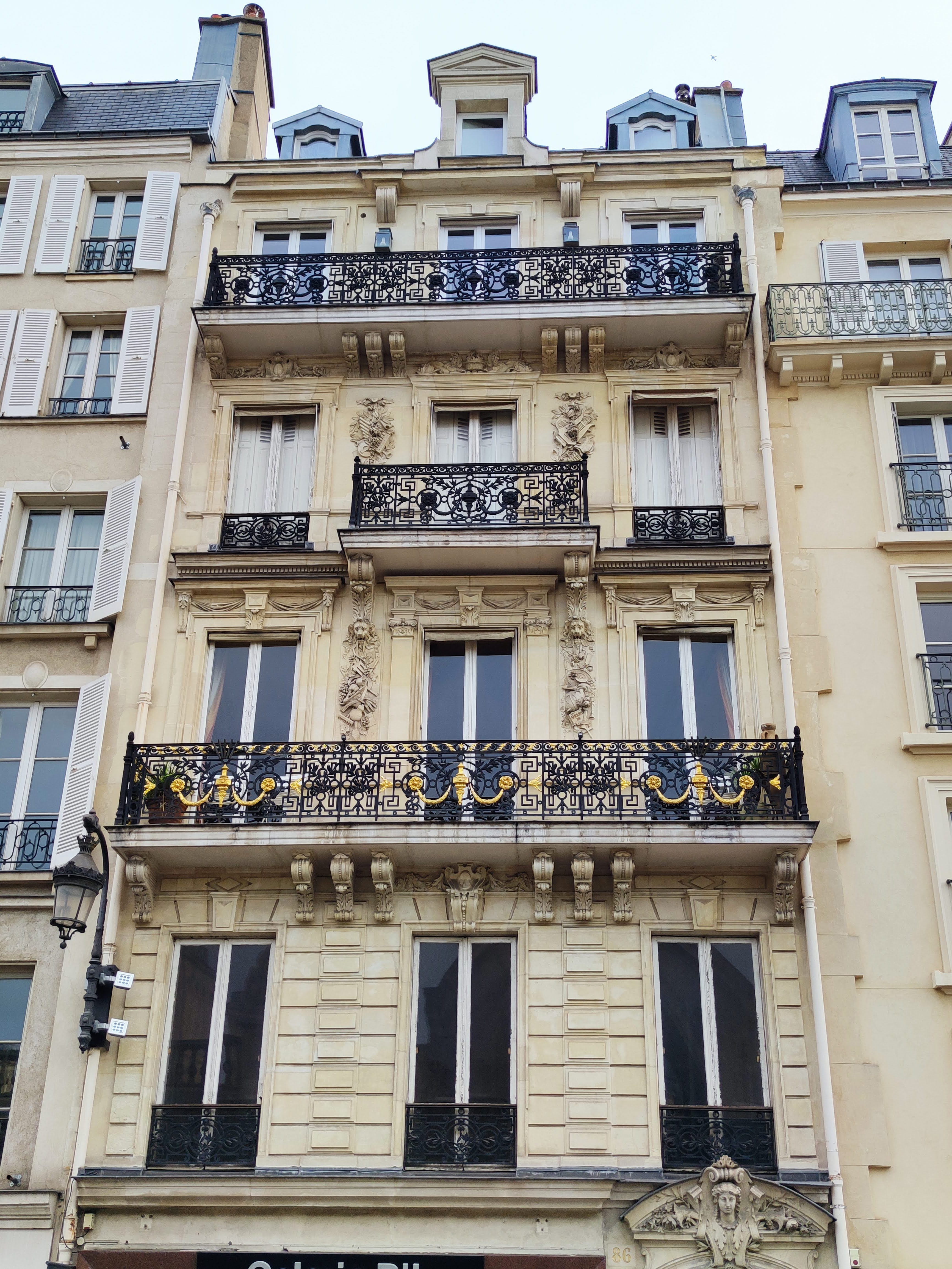
No 86.

- No 71 : Maurice Étienne Legrand, dit Franc-Nohain (1872-1934), écrivain et poète y a habité[19]. Il a habité également au no 19.
- No 71 : Valéry Giscard d'Estaing y a vécu et sa famille à partir de 1935[36].
- No 73 :
  - hôtel Roederer, composé d'un immeuble sur rue et d'un hôtel particulier sur cour du milieu du XVIIIe siècle, ouvrant sur un grand jardin en fond de parcelle. L'immeuble a été occupé par le baron Antoine-Marie Roederer de 1834 à 1865[37], et récemment par Christian Lacroix (de 2002 à 2010) ;
  - Bon-Adrien Jeannot de Moncey y a habité[38].

- No 75 : petit hôtel de la fin du XVIIIe siècle en fond de cour abritant le siège français du constructeur Boeing (2002). L'architecte André Arbus (1903-1969) y habitait dans les années 1950[39].
- No 76 (angle rue de Duras) : l'immeuble de la galerie Charpentier, célèbre galerie de peinture, a abrité la maison de ventes Sotheby's jusqu'en 2024[40].
- No 83 (angle avenue Matignon) : la maison de vente aux enchères Sotheby's, anciennement située au no 76, s'installe à cette adresse à l'automne 2024[40].
- No 85 : hôtel de La Vaupalière, construit par Louis-Marie Colignon en 1768 sur un terrain lui appartenant et aussitôt loué au marquis de La Vaupalière. La façade sur jardin (visible depuis le 25, avenue Matignon) est caractéristique du style Louis XVI. L'hôtel a été occupé sous la Restauration par le comte Roederer, puis par le comte Molé, qui fit remanier la façade sur cour[réf. nécessaire]. La demi-mondaine Laure Hayman y habite en 1873[41]. Henri Gérard y est mort. Il abrite aujourd'hui le siège de la société Axa, qui y a fait installer des pastiches de décors anciens.
- No 88 : La Maison Élysée[42].
- Nos 89-91 : immeuble moderne édifié à l'emplacement de deux hôtels :
  - au no 91 : un hôtel entièrement reconstruit en 1864 ;
  - au no 89 : l'hôtel de Coigny (devenu en 1867 l'hôtel de Preaulx[43]) construit au XVIIIe siècle puis profondément remanié au XIXe siècle. À la mort du duc de Coigny, il fut vendu par ses filles à la marquise de Preaulx pour 2 millions de francs. La duchesse de Coigny déménagea dans un appartement au no 135 du faubourg, où elle mourut en 1869.

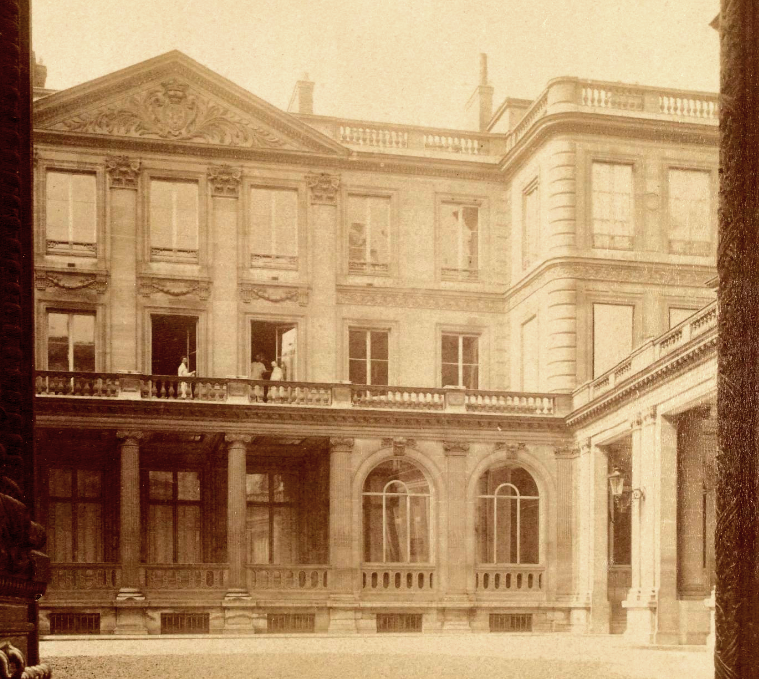
L'hôtel de Coigny au no 89 (photographié en 1901 par Eugène Atget).
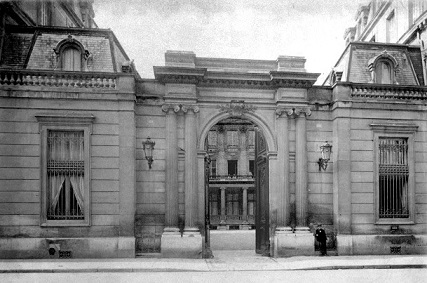
Vue depuis la rue de l'hôtel de Preaulx (ancien hôtel de Coigny) en 1901 (photographie d'Eugène Atget).

- No 93 : hôtel particulier ; au rez-de-chaussée, établissement de la styliste Lola Prusac entre 1935 et 1980. Domicile de l'animateur Thierry Ardisson[réf. nécessaire]. 93, faubourg Saint-Honoré était le titre d'une émission de télévision présentée d’octobre 2003 à juin 2007 par Thierry Ardisson depuis son domicile parisien, diffusée sur la chaîne Paris Première. Sous l’objectif des caméras, l’animateur recevait à dîner artistes, hommes politiques et tous ceux qui faisaient l’actualité.
- No 96 : hôtel de Beauvau, construit en 1768 par Nicolas Le Camus de Mézières pour le prince Charles-Juste de Beauvau-Craon. Saisi sous la Révolution française, il passe entre diverses mains dont, en dernier lieu, celles de la comtesse Dupont de l'Étang, veuve du général Pierre Dupont de l'Étang. Lorsque celle-ci meurt en 1855, ses héritiers vendent l'hôtel au financier Ernest André qui le fait profondément transformer par Jean-Baptiste Pigny[réf. nécessaire]. L'hôtel est acquis en 1859 par l'État qui poursuit les travaux et y installe le ministère de l'Algérie et des Colonies puis, en 1860, le ministère de l'Intérieur.

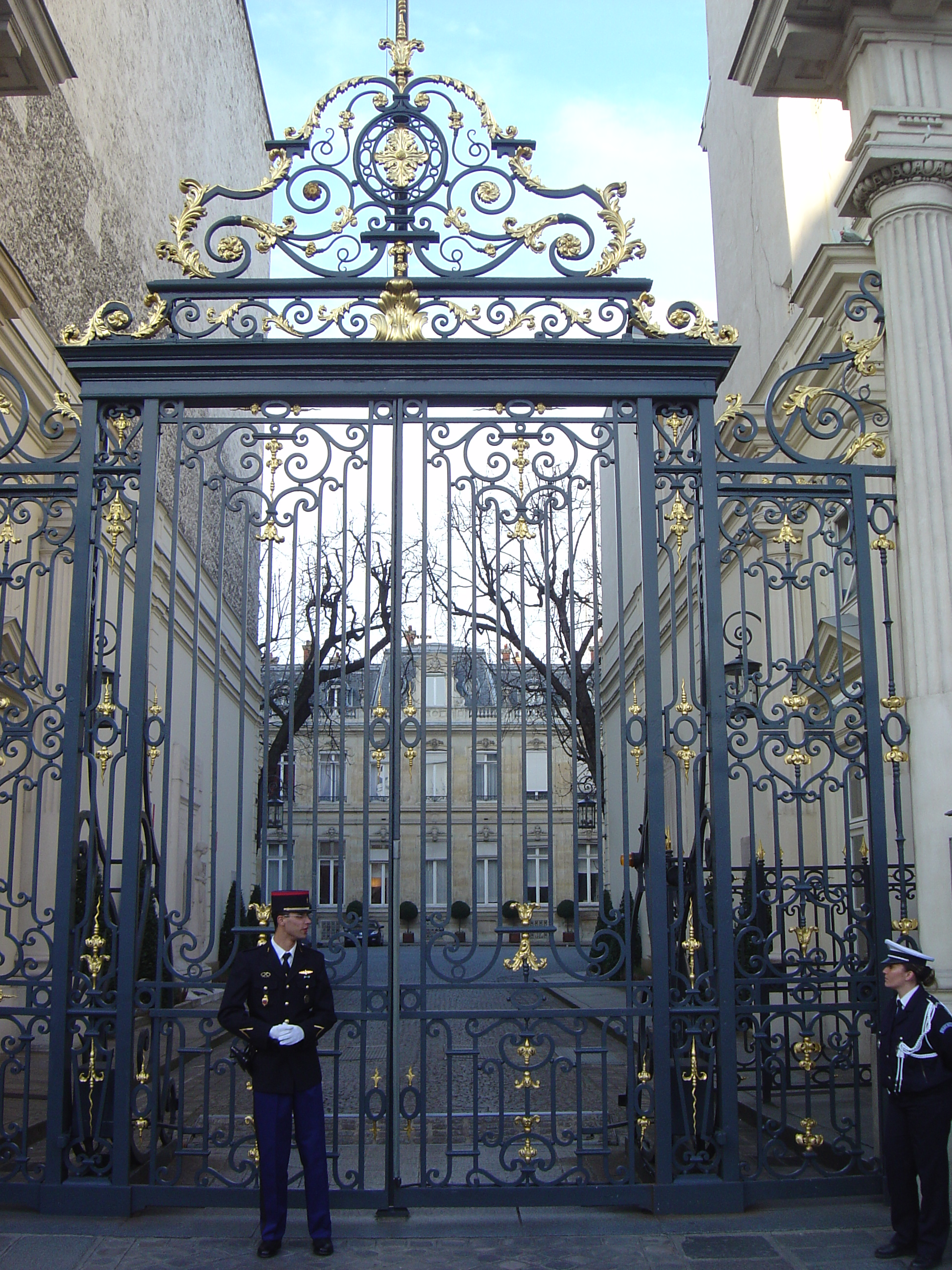
Le portail de l'hôtel de Beauvau, siège du ministère de l'Intérieur.
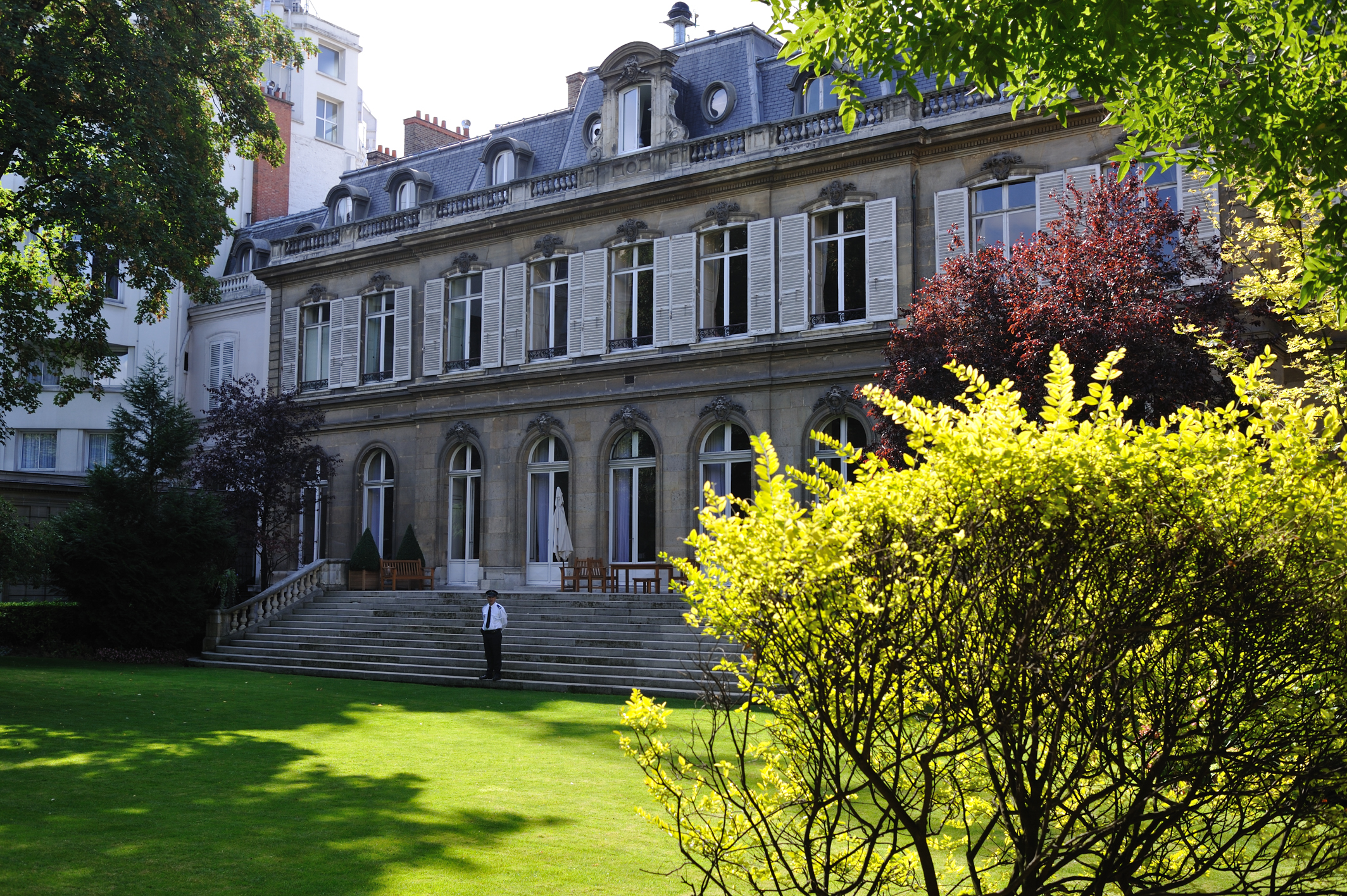
La façade arrière de l'hôtel de Beauvau.

- No 100 : en 1925, le couturier et parfumeur Marcel Rochas crée sa première maison de couture à cette adresse[44].
- No 101 : maison de gastronomie Dalloyau.
- No 107 (et 26, avenue d'Antin) : emplacement de l'ancien hôtel du Gouverneur des pages (XVIIIe siècle) dont le jardin s'étendait jusqu'à l'avenue d'Antin[45]. Propriété acquise, en 1909, par le couturier Paul Poiret (1879-1944) qui confia à l'architecte et décorateur ensemblier Louis Süe (1875-1968) son aménagement en lieu de vie familiale et de travail, et en siège de sa maison de couture[46]. Le 24 juin 1911, Poiret y donna la somptueuse fête costumée persane La mille & deuxième nuit[47]. Hôtel et jardin détruits et remplacés par un immeuble moderne.
- No 109 : ancien emplacement de la galerie Barbazanges, de 1910 à 1928[48], devenue la galerie Georges-Bernheim (1929-1936).
- No 112 : hôtel Le Bristol. Il s'agit de l'un des palaces parisiens les plus réputés situé à quelques pas du palais présidentiel.

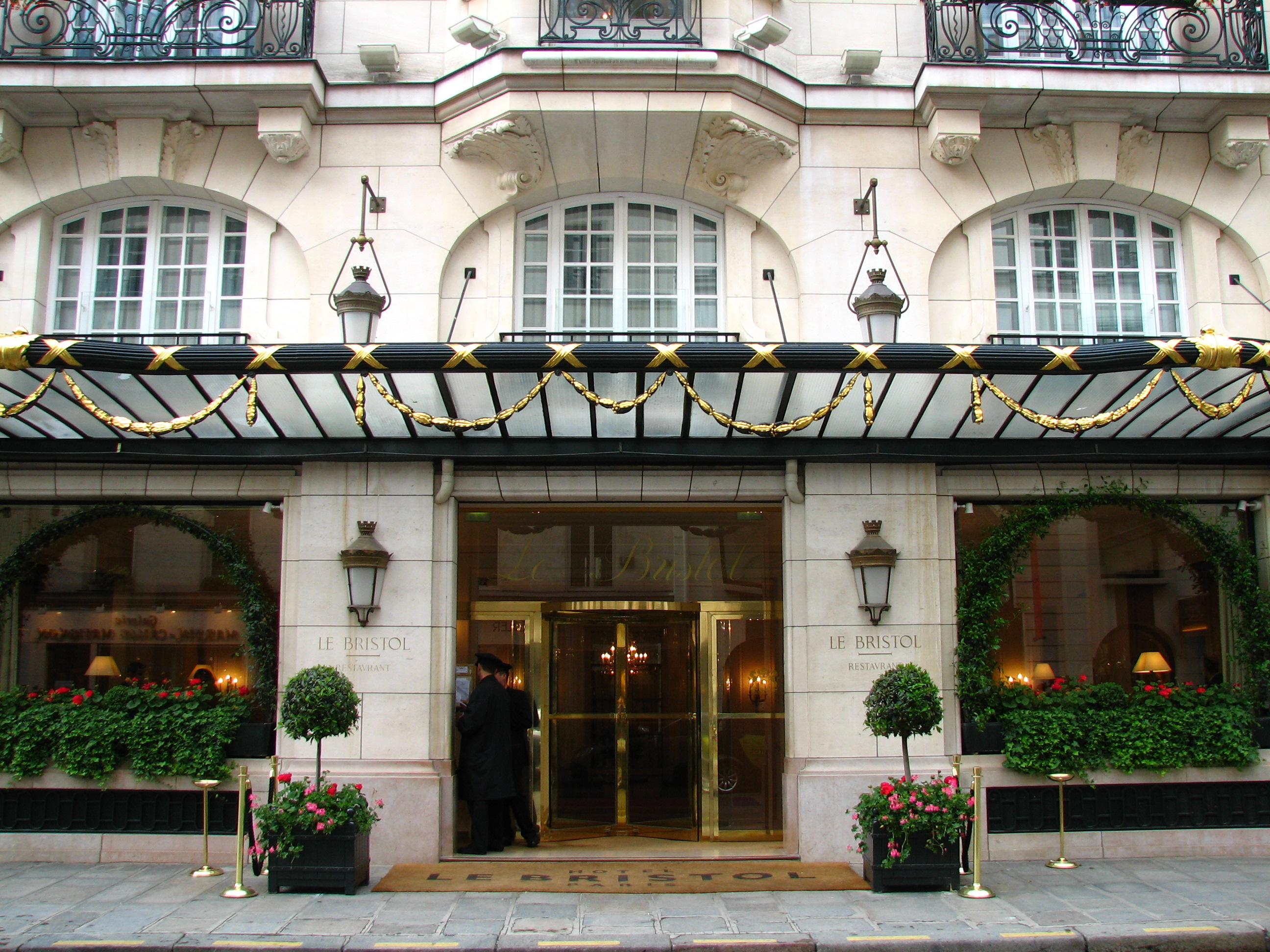
L'entrée du Bristol.
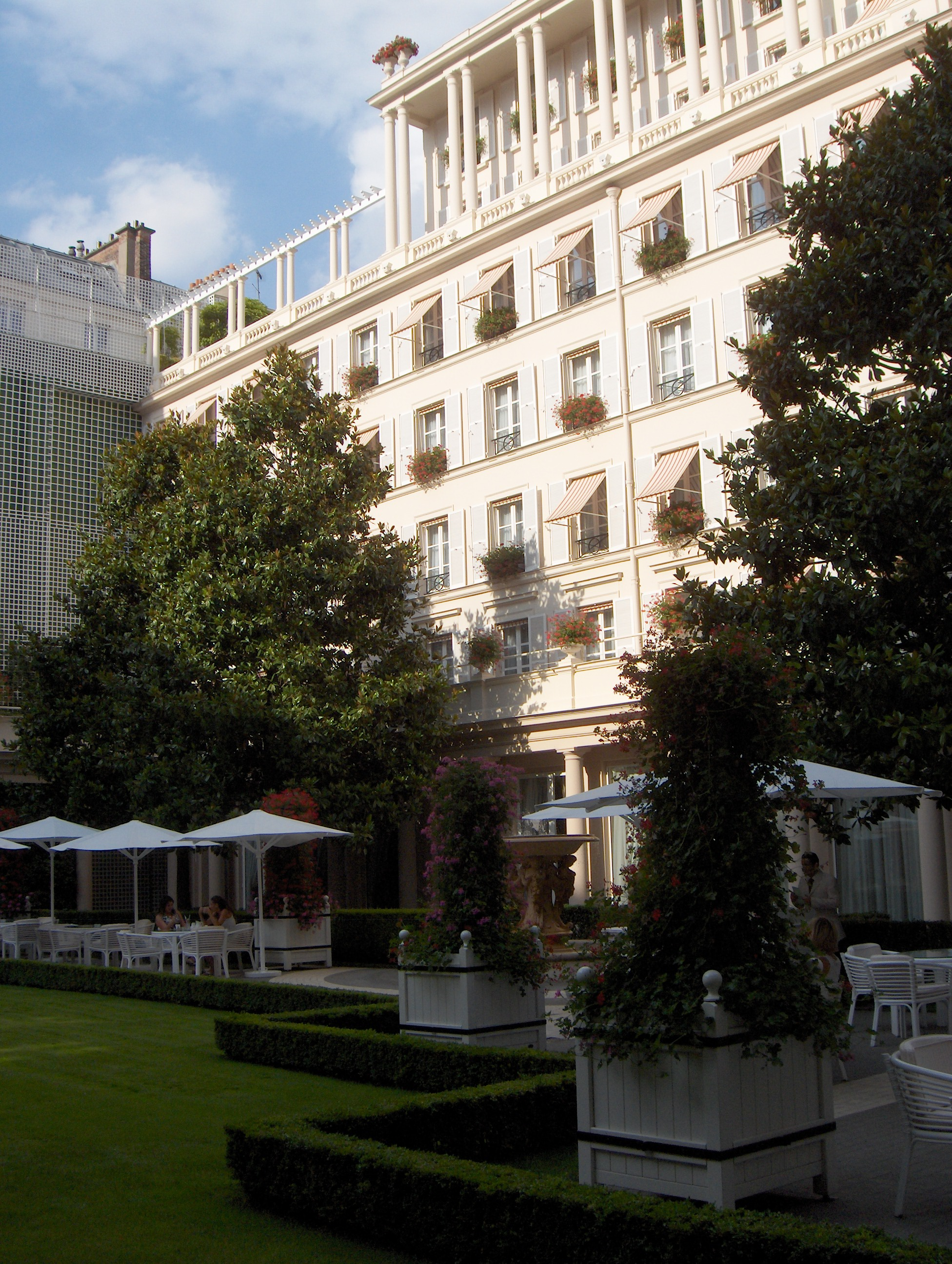
Les jardins du Bristol.

- No 113 : emplacement de la maison où est mort, le 30 octobre 1802, Charles-Alexandre de Calonne.
- No 114 : ancien emplacement de la galerie d'art ouverte par le photographe Eugène Druet en 1903, qui en déménagea en 1908 pour s'installer au 20, rue Royale. C'est aujourd'hui l'entrée du 114 Faubourg, l'un des restaurants du Bristol.

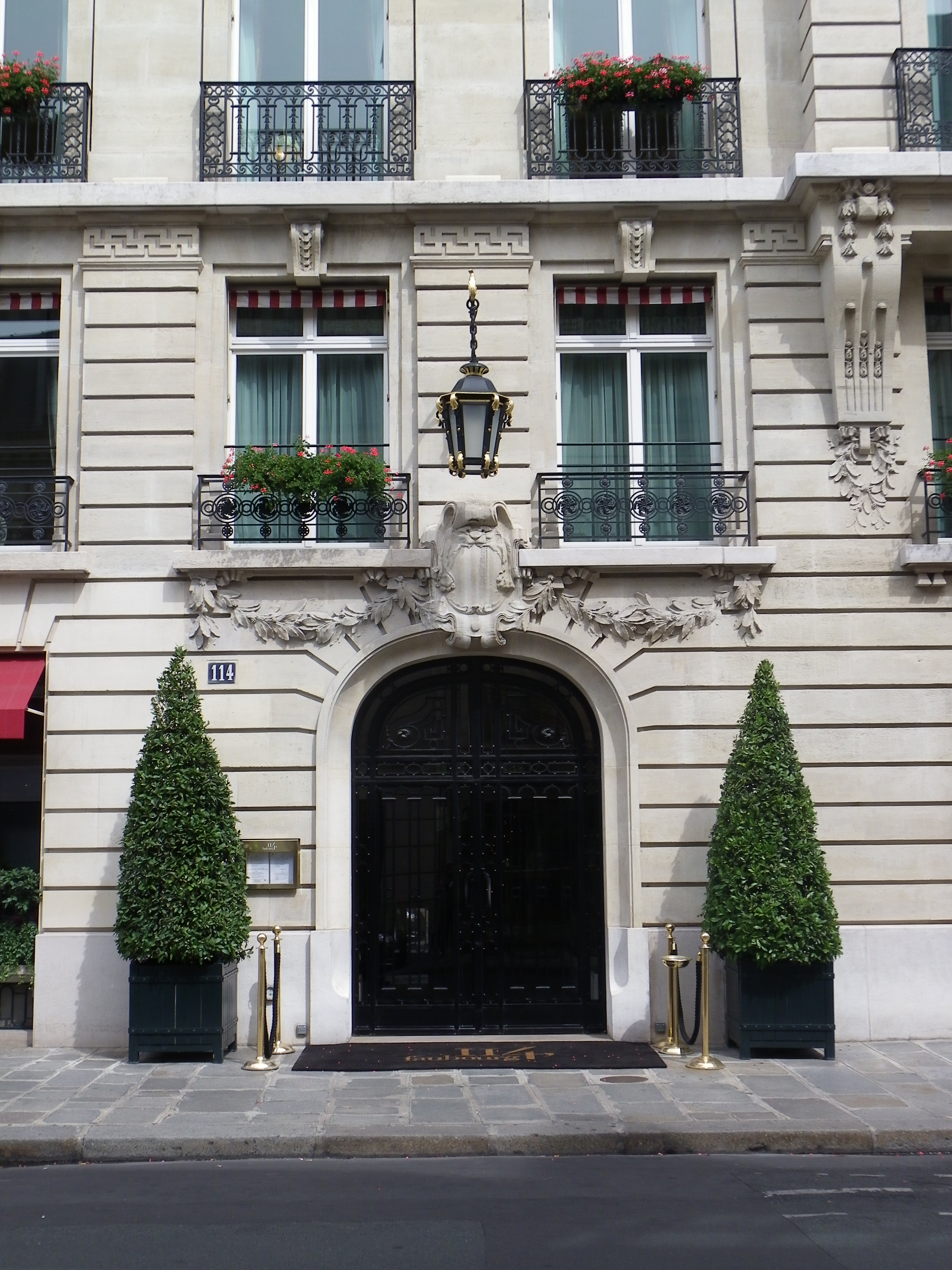
Entrée du 114 Faubourg.

- No 116 : de 1919 à 1928, l'architecte et décorateur Louis Süe et son associé, le peintre André Mare, aménagent les locaux de leur nouvelle société : la Compagnie des Arts français[49].
- No 118 : hôtel particulier de la fin du XVIIIe siècle.
- No 120 : hôtel de Chastenaye, datant de la fin du XVIIIe siècle, qui a abrité la maison de couture Worth, l'institut de beauté Harriet Hubbard Ayer et le salon de coiffure Alexandre.
- No 124 : en 1914, domicile de l'architecte, décorateur et artiste peintre Louis Süe (1875-1968), qui déménagea en 1928 pour s'installer au 22, avenue de Friedland[réf. nécessaire].
- No 127 : consulat du Pérou dans les années 1920[50].
- No 128 : ancien siège du Rassemblement national populaire (RNP)[51].
- No 130 : légation de Bolivie dans les années 1900[52].

Ambassade du Canada en France et Centre culturel canadien.
- No 134 : hôtel de style Empire construit pour le mathématicien Joseph-Louis Lagrange et acquis en 1846 par la famille du banquier Alexandre Aguado[réf. nécessaire].
- No 135 : hôtel de Rigny, dit également hôtel de Fels (résidence de l'ambassadeur du Canada) :
  - le 14 août 1860, Auguste de Talhouët-Roy se rendit adjudicataire pour une somme de 1 865 305 francs des anciennes écuries du comte d'Artois, érigées sur une parcelle de 10 347 m2 entre la rue du Faubourg-Saint-Honoré et la rue d'Artois. Les terrains furent aussitôt partagés entre quatre bénéficiaires. Le terrain correspondant au no 135, d'une superficie de 2 735 m2 et d'une largeur de façade de 30 mètres, revint à la belle-mère du marquis de Talhouët, la comtesse de Rigny. Adèle Narcisse Defontaine (1803-1875) avait épousé en premières noces Florent François Daniel Honnorez (1780-1830), riche homme d'affaires belge, et en secondes noces l'amiral-comte de Rigny qui lui laissa une fille posthume, Amélie Gaultier de Rigny (1836-1868), par son mariage devenue baronne de Verneaux. La comtesse de Rigny menait grand train entre son château de Ris à Ris-Orangis et l'hôtel particulier qu'elle fit bâtir Faubourg-Saint-Honoré. L'architecte n'en est pas connu, mais il faut sans doute le rechercher parmi ceux qui travaillaient ordinairement dans le cercle du marquis de Talhouët : on peut penser notamment à Clément Parent, qui construisit le château de Bonnelles pour le duc d'Uzès, oncle du marquis de Talhouët ; à son frère, Henri Parent, ou à son fils, Louis Parent, qui restaura le château du Lude pour les Talhouët-Roy[53]. Après la mort de la comtesse de Rigny, son hôtel passa à ses filles, la duchesse de Padoue[54] et la marquise de Talhouët-Roy. Mais la première mourut un an après sa mère, si bien que la marquise de Talhouët resta seule propriétaire. À sa mort, en 1892, elle transmit la demeure à sa fille Marie Adèle, marquise de Juigné qui, devenue veuve, la vendit le 13 septembre 1894 pour 1 880 000 francs à Jeanne Lebaudy (1865-1943), très riche héritière des Sucres Lebaudy, épouse d'Edmond Frisch (1858-1951), comte de Fels, prince de Heffingen. En 1919, ils firent aménager le vestibule et l'escalier d'honneur par l'architecte René Sergent. À la mort du comte de Fels en 1951, l'hôtel a été vendu par son héritière, la duchesse de La Rochefoucauld, à l'État du Canada, représenté par le général Georges Vanier, qui y a établi la résidence de son ambassadeur en France. Des travaux de décoration ont alors été effectués par les maisons Jansen et Carlhian ;
  - l'hôtel, bâti en pierre de taille, est un pastiche du style des grandes demeures parisiennes de la fin du XVIIe siècle. Deux pavillons en rez-de-chaussée, couverts de combles à la Mansart, encadrent les deux grilles d'entrée sur la rue du Faubourg-Saint-Honoré. Le principal corps de logis est construit entre cour et jardin. La façade sur la cour d'honneur est cantonnée de deux pavillons dont celui de gauche renferme l'escalier principal. Le rez-de-chaussée surélevé est percé de fenêtres rectangulaires ornées d'agrafes. Le premier étage est orné de pilastres d'ordre ionique entre lesquels s'ouvrent des baies rectangulaires ornées de mascarons alternativement féminins ou masculins. Au-dessus d'une corniche à modillons, le comble est percé de lucarnes flanquées de volutes et sommées de frontons arrondis. L'élévation sur le jardin est similaire avec pour principale variante un grand balcon bordé d'une balustrade en fer forgé et soutenu par quatre consoles qui se développe le long des trois fenêtres centrales. Le jardin, qui va jusqu'à la rue d'Artois, était originellement traité à l'anglaise. La demeure était complétée par un bâtiment de communs comprenant notamment une remise pour quatre voitures et une écurie pouvant recevoir cinq chevaux, qui fut démolie en 1895 ;
  - au rez-de-chaussée sur le jardin, un grand salon aux boiseries blanc et or de style Louis XV provient de l'hôtel Dupille, 71, rue de Turenne[55]. Les dessus de portes représentant les arts libéraux sont attribués à l'un des Van Loo. Dans la salle à manger, les lambris sont copiés d'après le grand salon de la maison du financier Nicolas Beaujon à Issy.

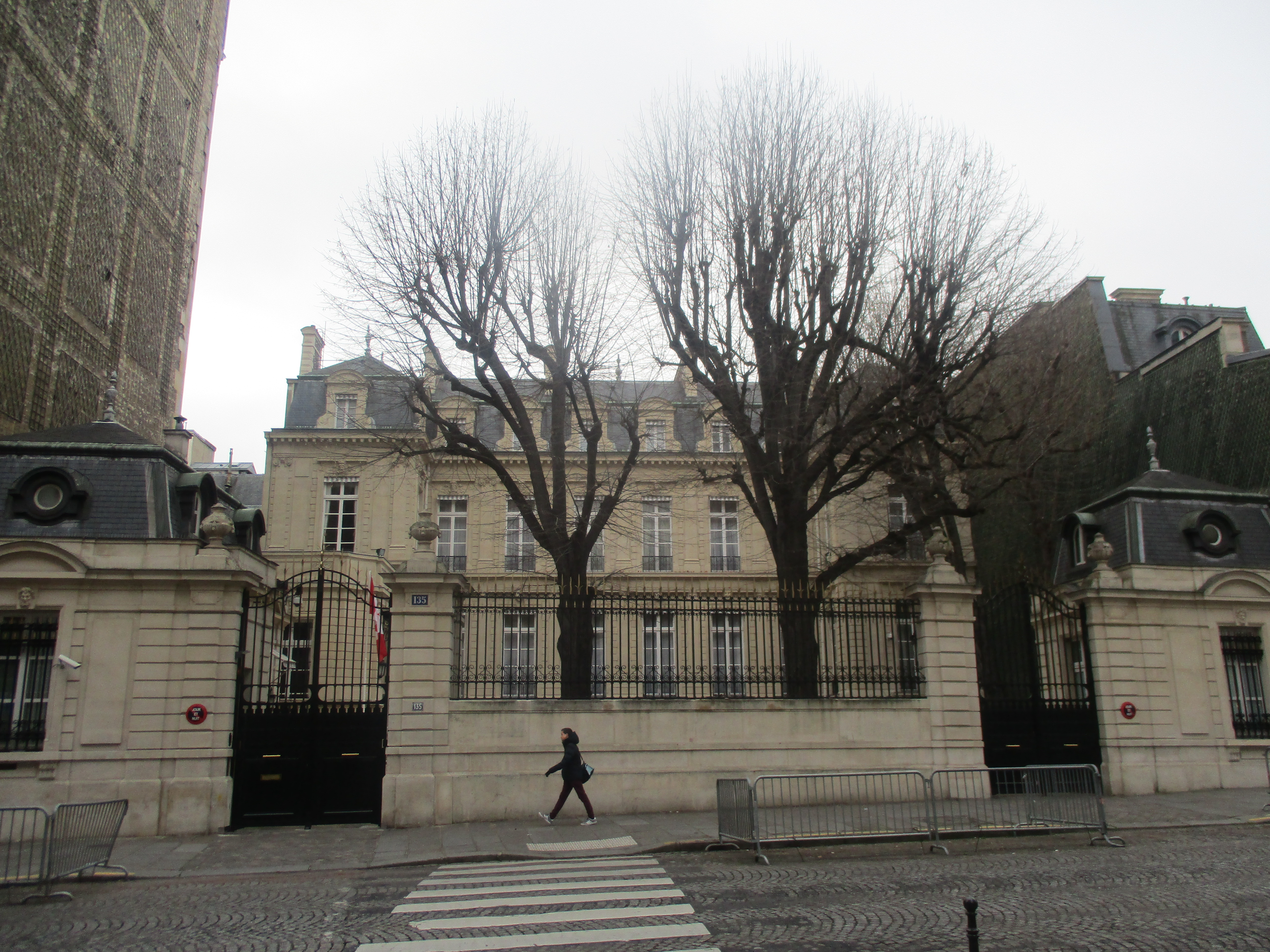
Hôtel de Rigny.

- No 137 : hôtel Schneider, dit également hôtel de Talhouet-Roy,  Inscrit MH (1980)[56]. Hôtel particulier de 3 450 m2 construit en 1860 pour le marquis Auguste de Talhouët-Roy. Il devient en 1881 la propriété du sidérurgiste Henri Schneider (1840-1898)[57], de la dynastie de maîtres de forges. Après avoir longtemps abrité la société de production du cinéaste Luc Besson, EuropaCorp[58], l'hôtel est maintenant occupé, côté rue du Faubourg-Saint-Honoré, par le siège européen de la société PVH (Phillips-Van Heusen), propriétaire des marques Tommy Hilfiger et Calvin Klein. Tandis que le côté jardin, au 20, rue d'Artois, est occupé par le restaurant Apicius du groupe Paris Society[59] avec à sa tête le chef de cuisine Mathieu Pacaud[60].

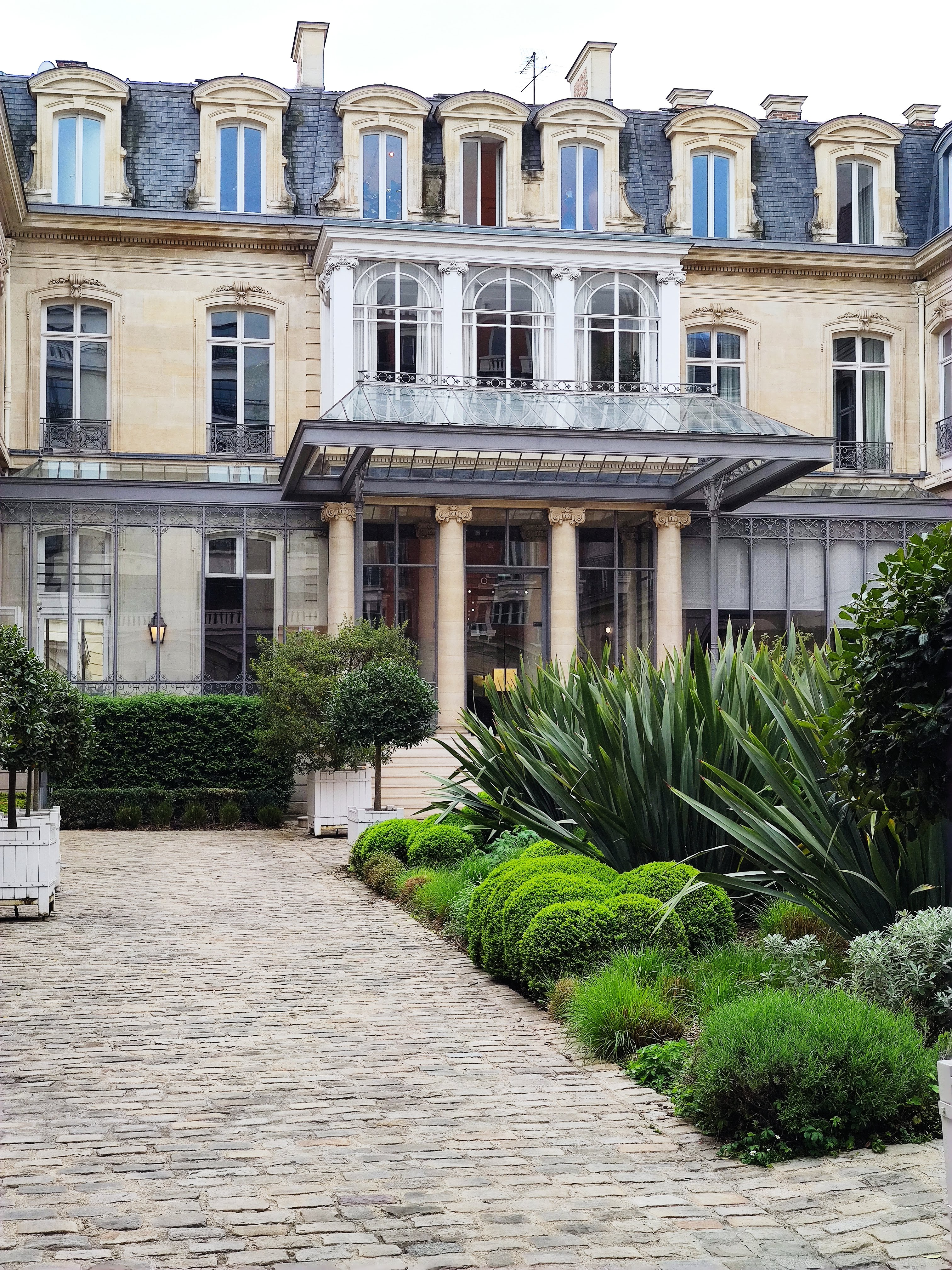
No 137.

- Nos 139-141 : emplacement des écuries que le comte d'Artois avait fait construire par son architecte François-Joseph Bélanger sur les terrains de l'ancienne pépinière royale[61]. Elles furent transformées en caserne (militaire) sous le nom de caserne du Roule démolie à la fin du XIXe siècle.
- No 140 : s'y trouvait la Galerie des Beaux-Arts, propriété de Georges Wildenstein. Elle accueillit entre autres le Salon des moins de trente ans à partir de 1945.
- No 153 : emplacement d'un hôtel de la fin du XVIIIe siècle qui avait appartenu à la duchesse du Berry, détruit et remplacé dans les années 1960 par un immeuble de bureaux[62].
- No 154 : église Saint-Philippe-du-Roule construite de 1772 à 1784 par l'architecte Jean-François Chalgrin (1739-1811).
  - Emplacement approximatif, au haut Moyen Âge, d’un fortin en terre (appelé tudela [Note 6]) muni d’une petite place avancée. Il était situé à proximité du ponceau du Roule qui franchissait l’ancien cours de la Seine, au niveau de la rue La Boétie[64].
- No 157 : CLVII Store, magasin de vêtements.
- No 165 : une plaque commémorative rend hommage à l'écrivain Jean de La Varende (1887-1959), qui y vécut.
- No 170 : hôtel de Saint-Priest. Rose d'Arquinvilliers y vécut.
- Nos 183-189 : ensemble de petits immeubles du XVIIIe siècle rappelant l'ancien village du Roule.

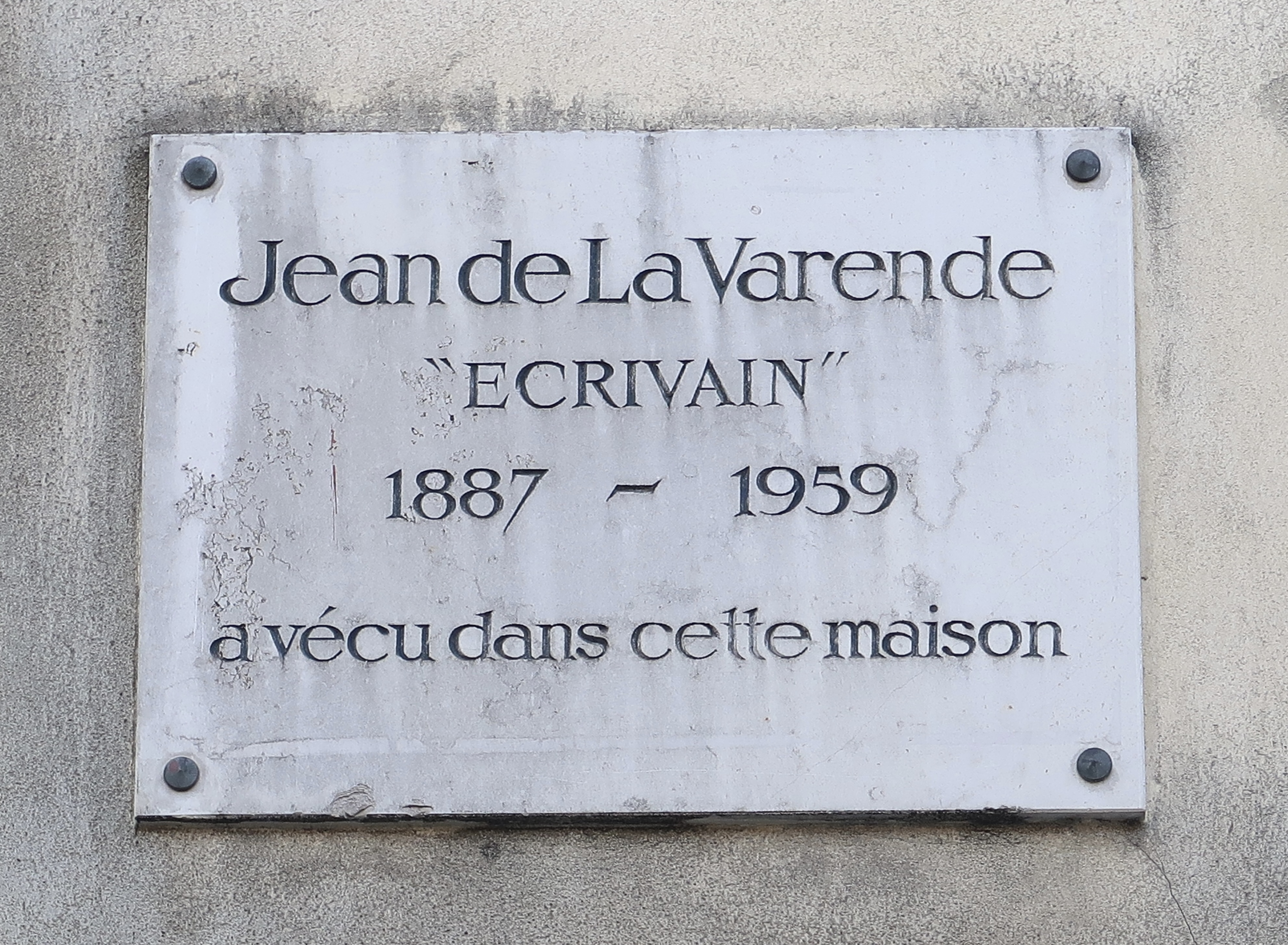
Plaque au no 165.
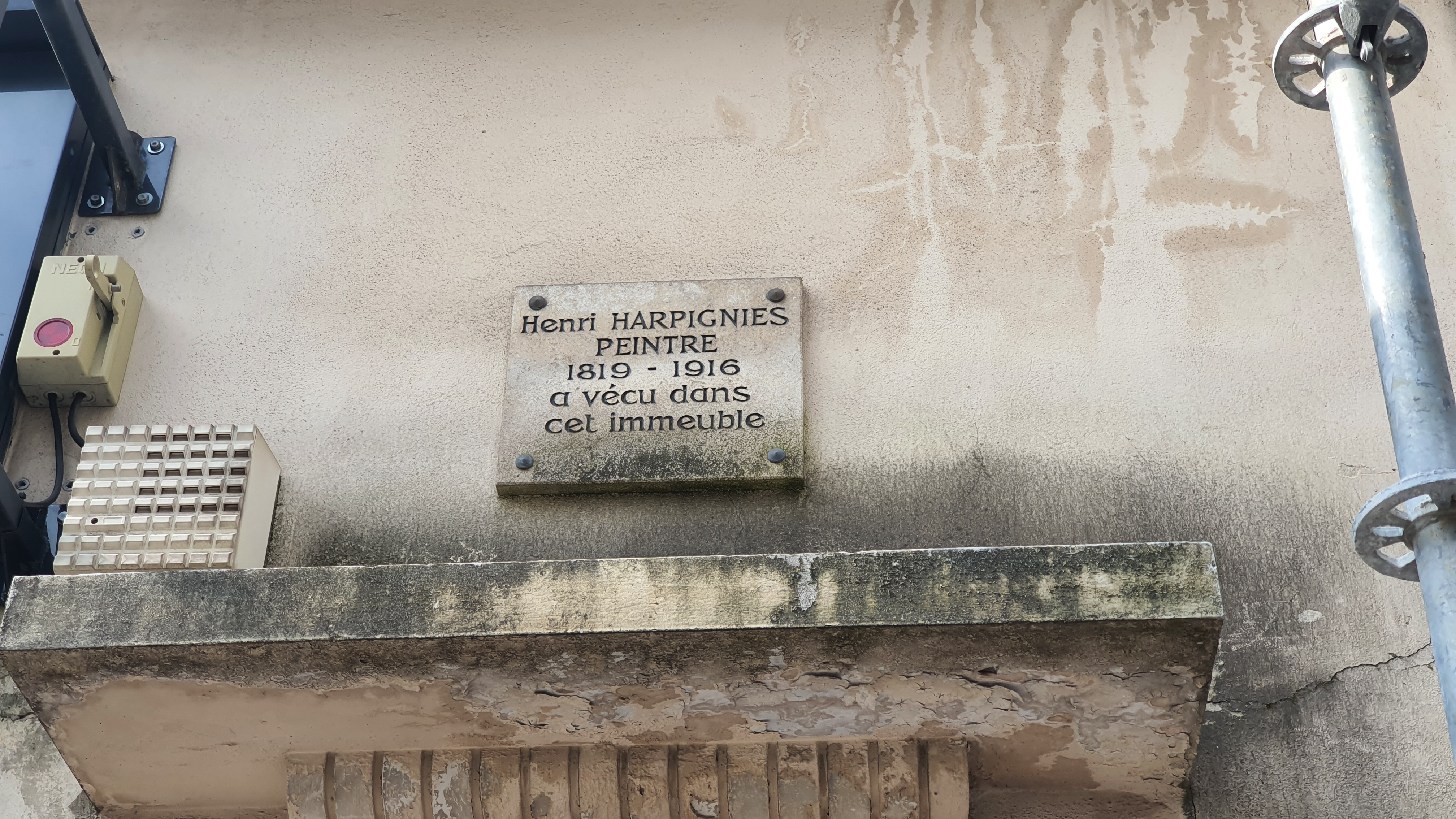
Plaque au no 185.

- No 185 : le peintre Henri Harpignies (1819-1916) a vécu dans cet immeuble. Une plaque commémorative lui rend hommage.

- No 195-205 : emplacement de l'ancienne fonderie du Roule installée en 1731 par le sculpteur Jean-Louis Lemoine, où fut exécutée en 1758 la statue équestre de Louis XV placée au centre de la place éponyme (actuelle place de la Concorde). Les sculpteurs Bouchardon, Pigalle, Houdon et Coysevox y travaillèrent. La statue de Louis XIV de la cour d'honneur du musée Carnavalet et celle de Henri IV du Pont-Neuf y furent fondues. Les ateliers sont démolis en 1856 et les terrains lotis[65].

- No 195-205 : emplacement d'une maison d'éducation des chanoinesses de Saint-Augustins installées en 1833. Expropriées par le percement de l'avenue Hoche en 1858, elles reçurent un terrain à proximité mais furent ensuite expulsées par les décrets sur les congrégations non autorisées et se sont établies en Belgique sous le nom de « Couvent du Roule »[66].

- No 208 : ancien hôpital Beaujon [67]. Hospice et maison d'éducation construits en 1784-1785 par Nicolas-Claude Girardin pour le financier Nicolas Beaujon[68]. Dirigée par les sœurs de la Charité, il s'agissait à l'origine d'une institution destinée à recevoir vingt-quatre orphelins pauvres de la paroisse mais, dès 1795, elle accueille des malades et devient au début du XIXe siècle un hôpital dépendant de l'Assistance publique. Ce dernier est transféré dans de nouveaux bâtiments à Clichy-sur-Seine en 1935 en conservant le nom d'hôpital Beaujon, tandis que le bâtiment du faubourg Saint-Honoré est alloué à la Préfecture de police de Paris pour être transformé en commissariat de police, comportant aussi une école de formation de la police et un centre d'internement[69],[70]. Projeté depuis 2004 par le Conseil de Paris, les travaux de la ZAC Beaujon entre 2008 et 2022[71] ont beaucoup remanié le quartier autour de cet hôtel. Le commissariat investit des locaux dans l'immeuble neuf du 210 de la rue du Faubourg-Saint-Honoré, de l'autre côté de la rue Laure-Diebold par rapport à l'ancien hôpital Beaujon[72]. Le bâtiment du XVIIIe siècle abrite désormais diverses activités culturelles de la mairie du 8e arrondissement[73] ainsi qu'une crèche municipale[74]. D'un néoclassicisme austère, l'ensemble comprend depuis l'origine quatre corps de bâtiments à trois niveaux autour d'une cour à laquelle on accéde par un portique voûté fermé par une grille, avec derrière l'hôtel un jardin (rénové au cours des travaux de la ZAC Beaujon (2008-2022) et renommé jardin Tereska-Torrès-Levin)[75],[76],[77]. Alphonse Guilloré (1896-1963) y est né. Le poète et journaliste Claude Roy y voit le jour en 1915[78].

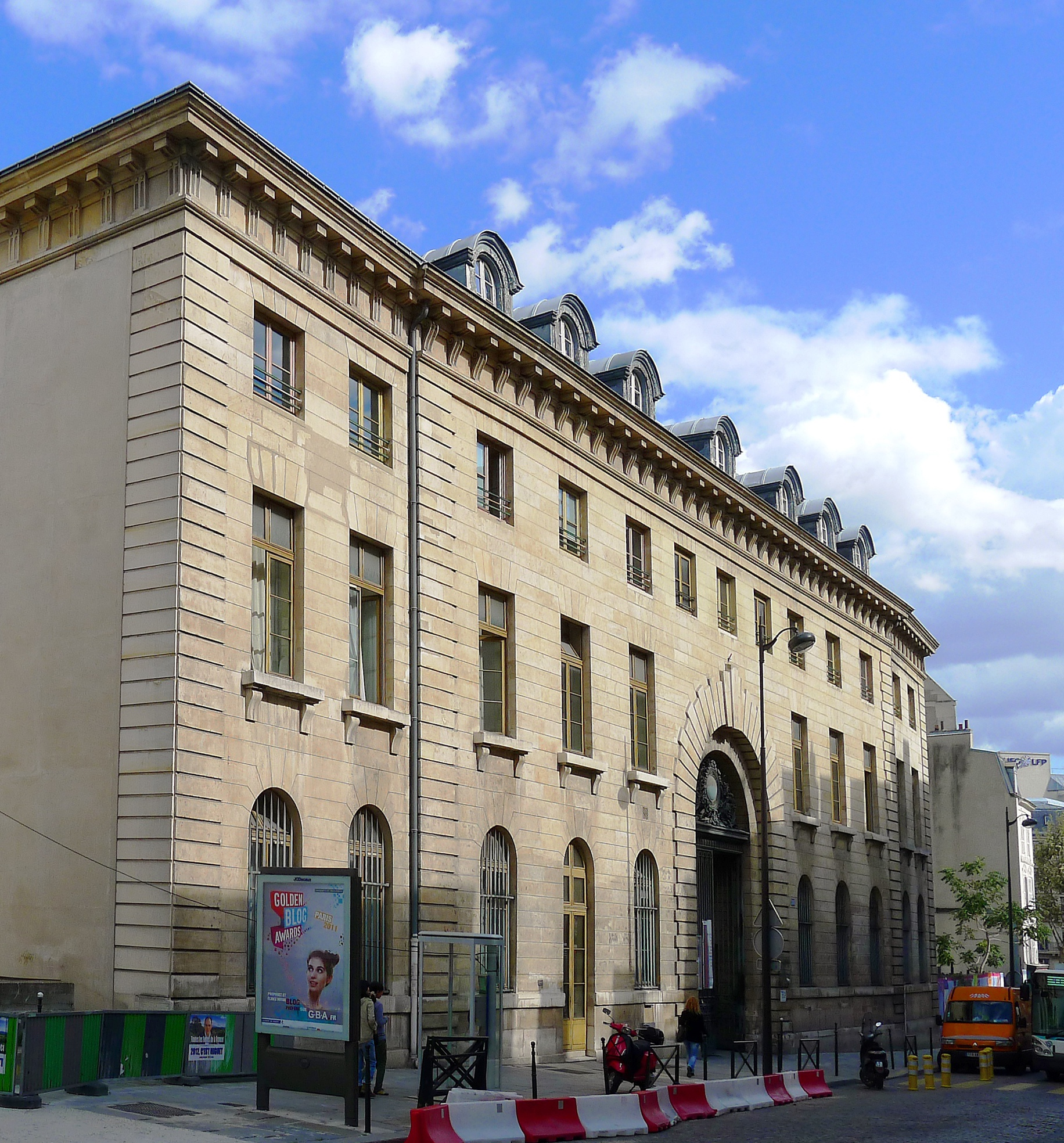
L'ancien hospice Beaujon au no 208.

- No 215 : Louis Conneau (1856-1930), y est né[réf. nécessaire]. Il fut élevé au palais des Tuileries avec le prince impérial.
- No 217-219 : immeuble de rapport construit en 1907 par l'architecte Charles Letrosne[79]. Eileen Gray y ouvrit au n°217 en 1922 la galerie Jean-Dessert, dont le nom faisait référence à un propriétaire fictif et à un voyage dans le désert[réf. nécessaire].
- No 218 : synagogue Élie-Dray, dont les travaux ont été financés par son fils, l'homme d'affaires Claude Dray, en 1999[80],[81].
- No 222 : derrière l'immeuble se trouvent le couvent des Dominicains et l'église de l'Annonciation[82], de style néo-byzantin, fondés en 1874. Adrien Rougier tint les orgues dans cette église dans les années 1920[83]. Le couvent[84] comporte un hôtel particulier du XIXe siècle, un cloître de 1925 et un espace contemporain construit en 2008 par l'architecte Jean-Marie Duthilleul.

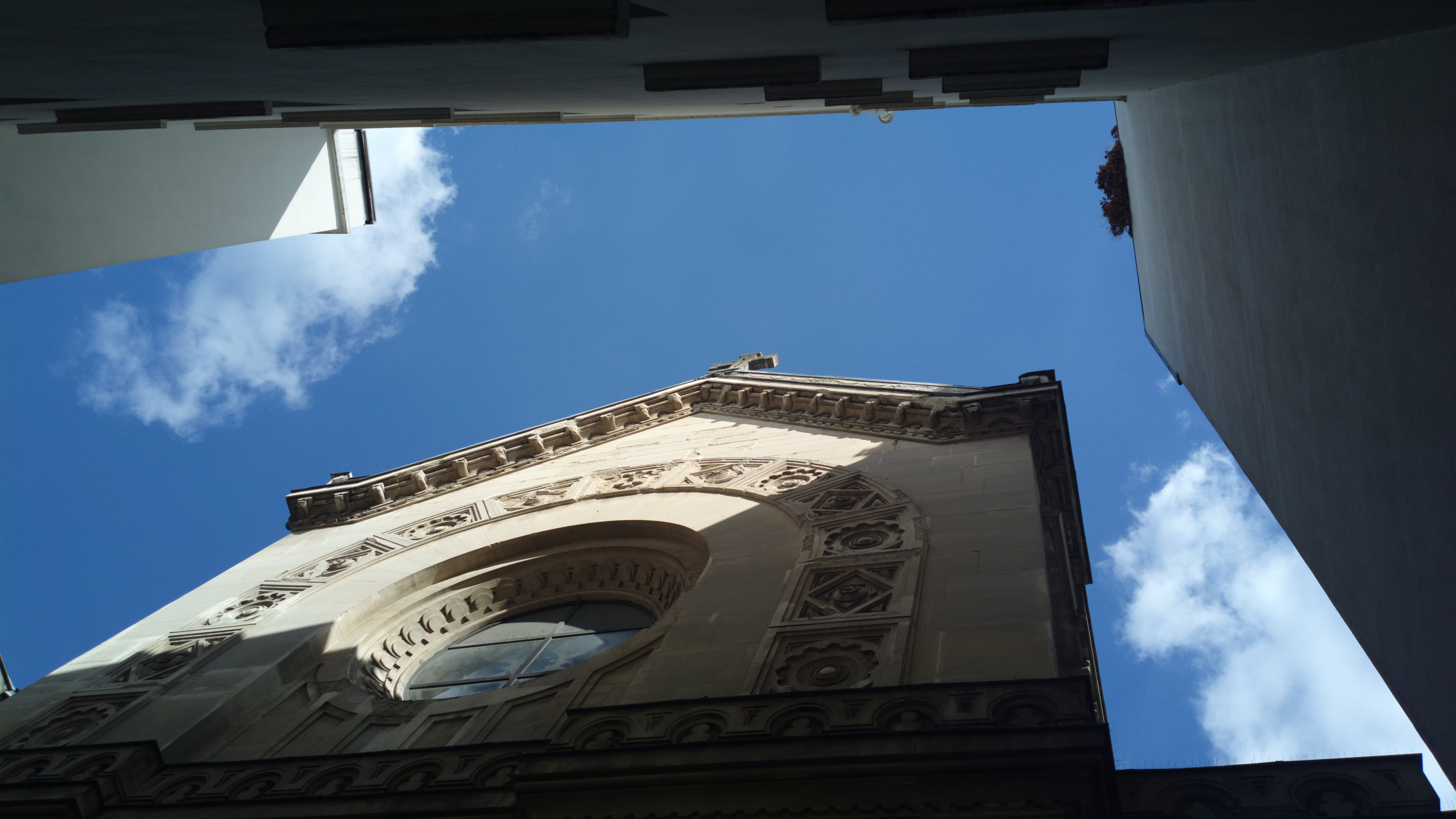
Église de l'Annonciation construite en 1860.
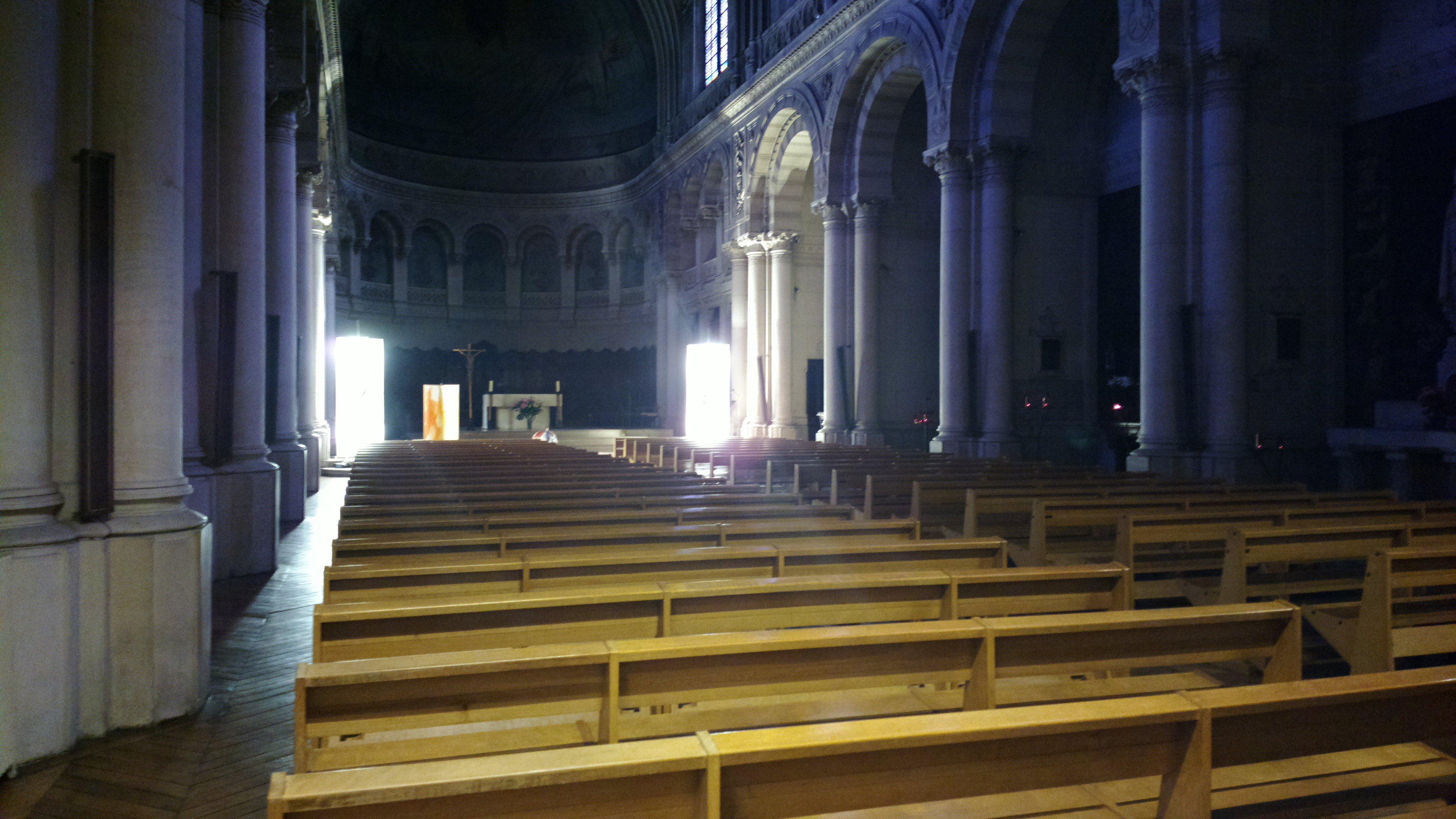
Intérieur de l'église.
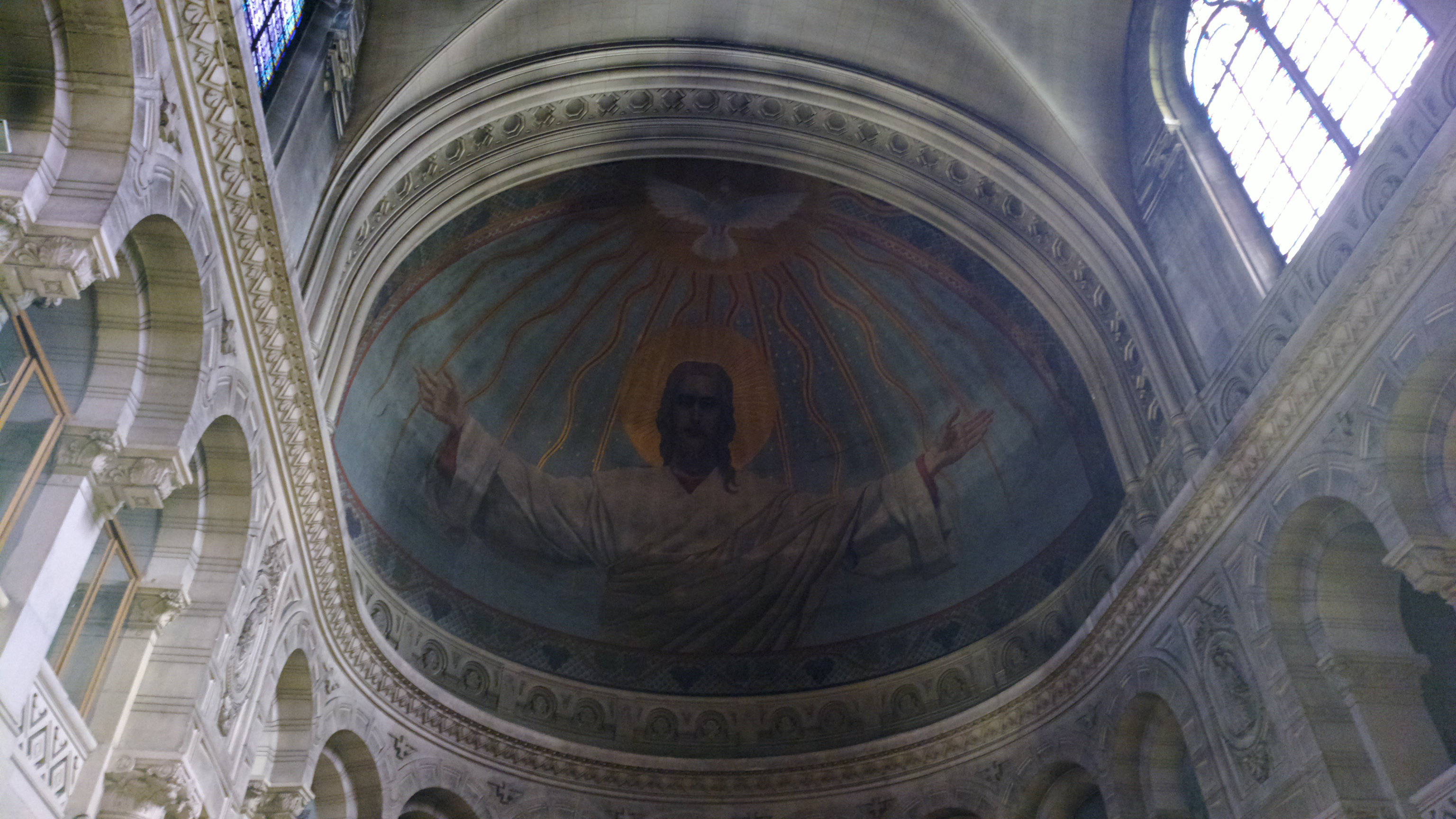
Christ pantocrator de James Tissot.

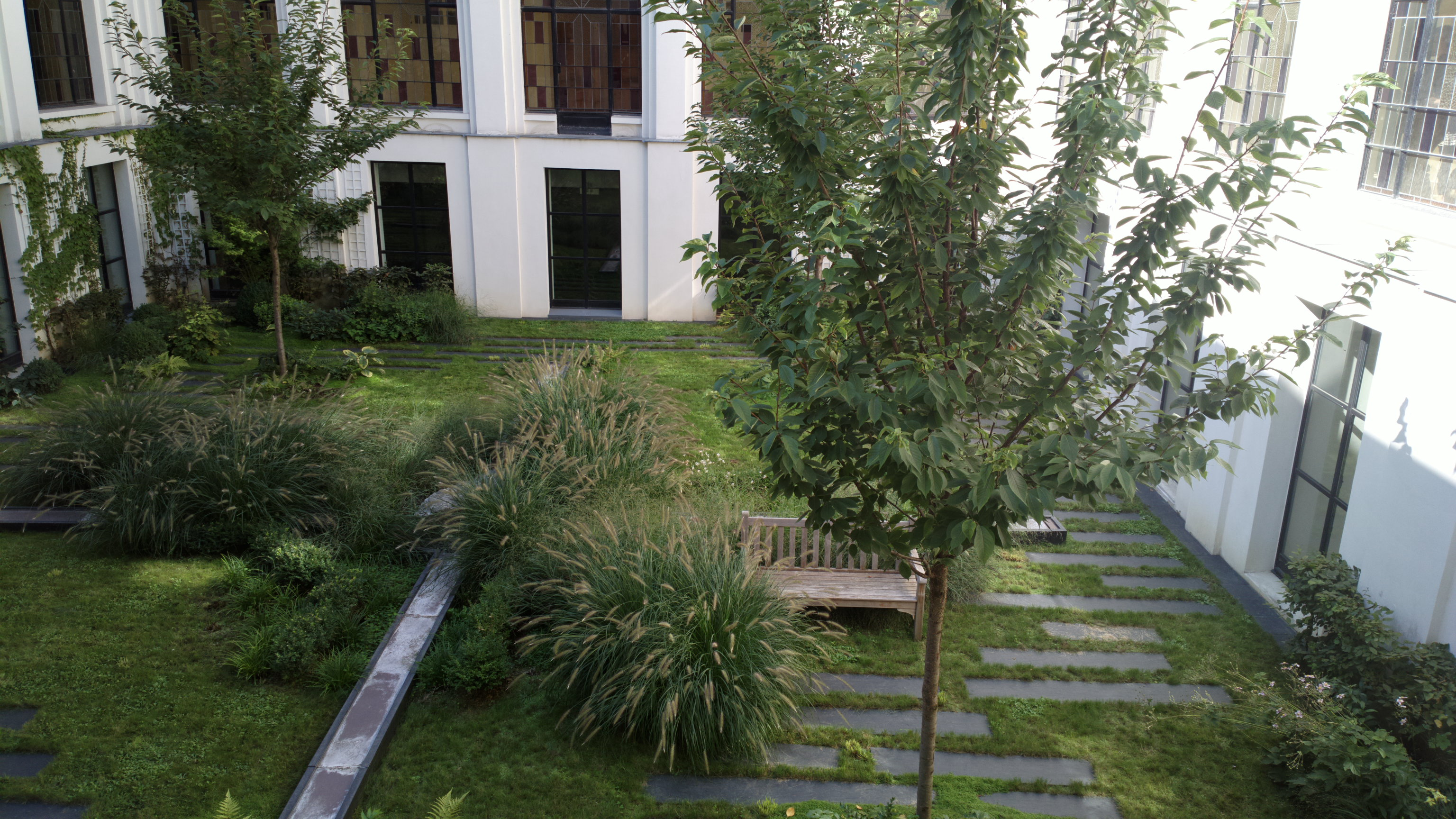
Le cloître du couvent de l'Annonciation.
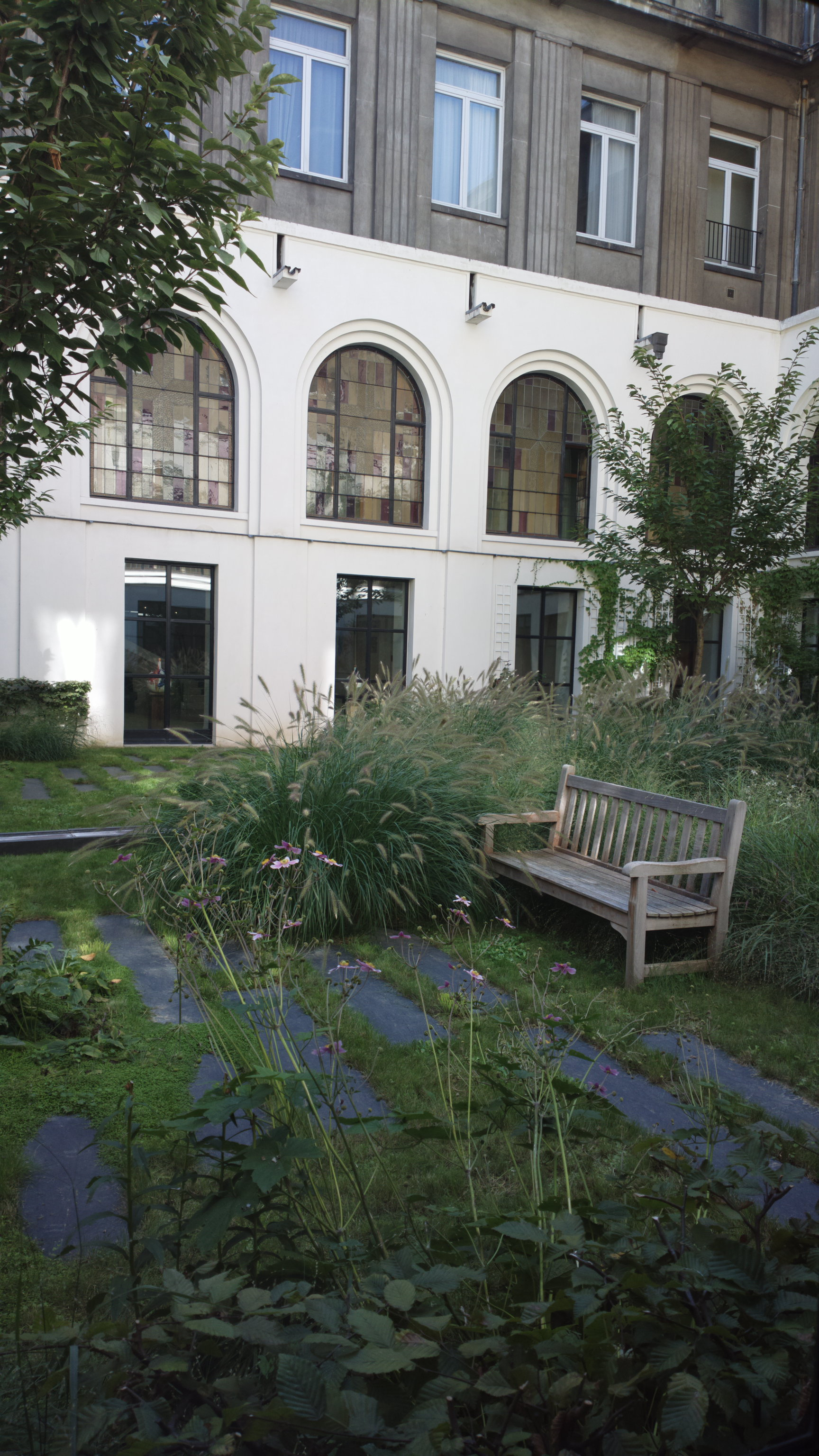
Le cloître du couvent de l'Annonciation.
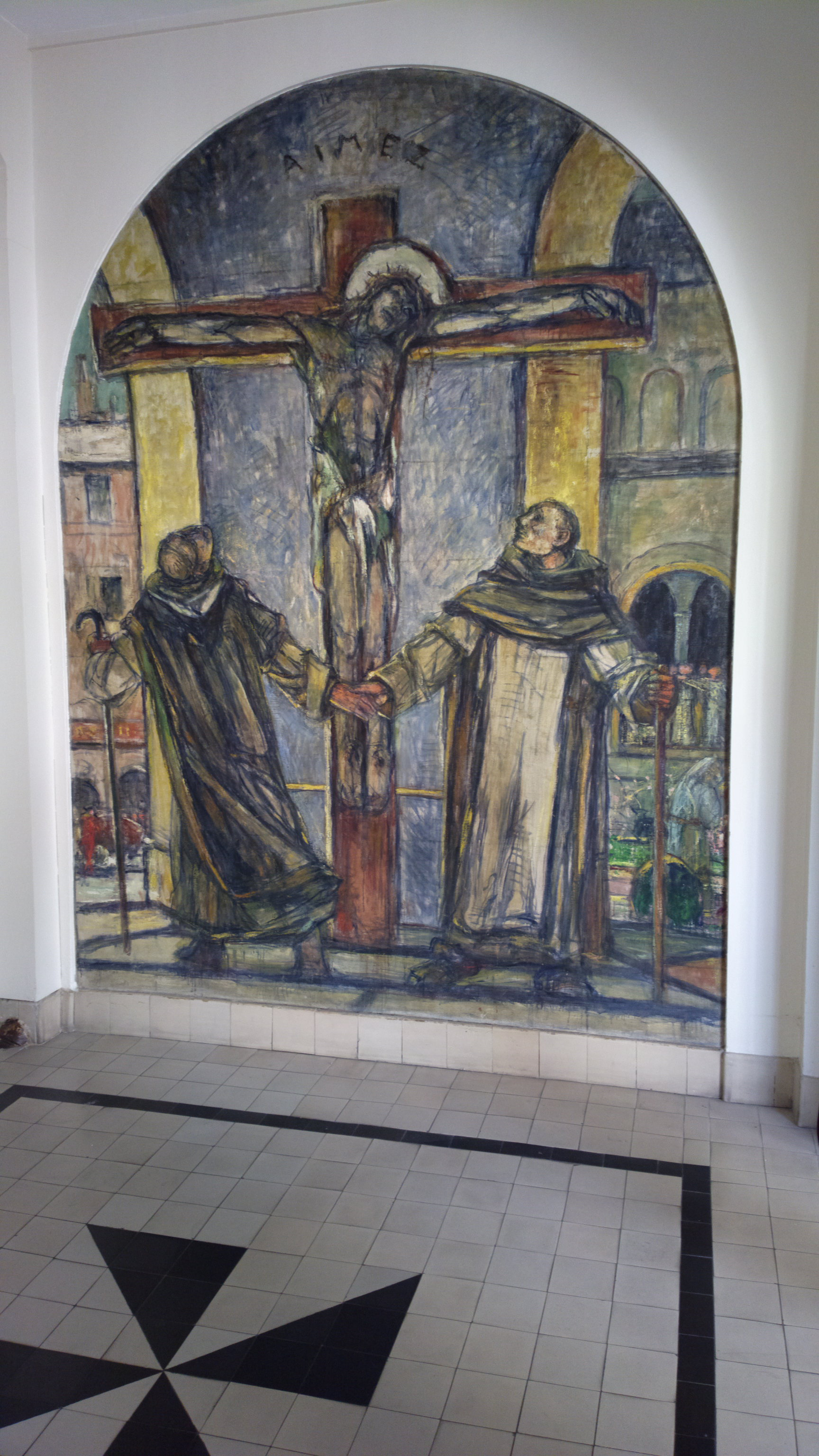
L'atrium du couvent.
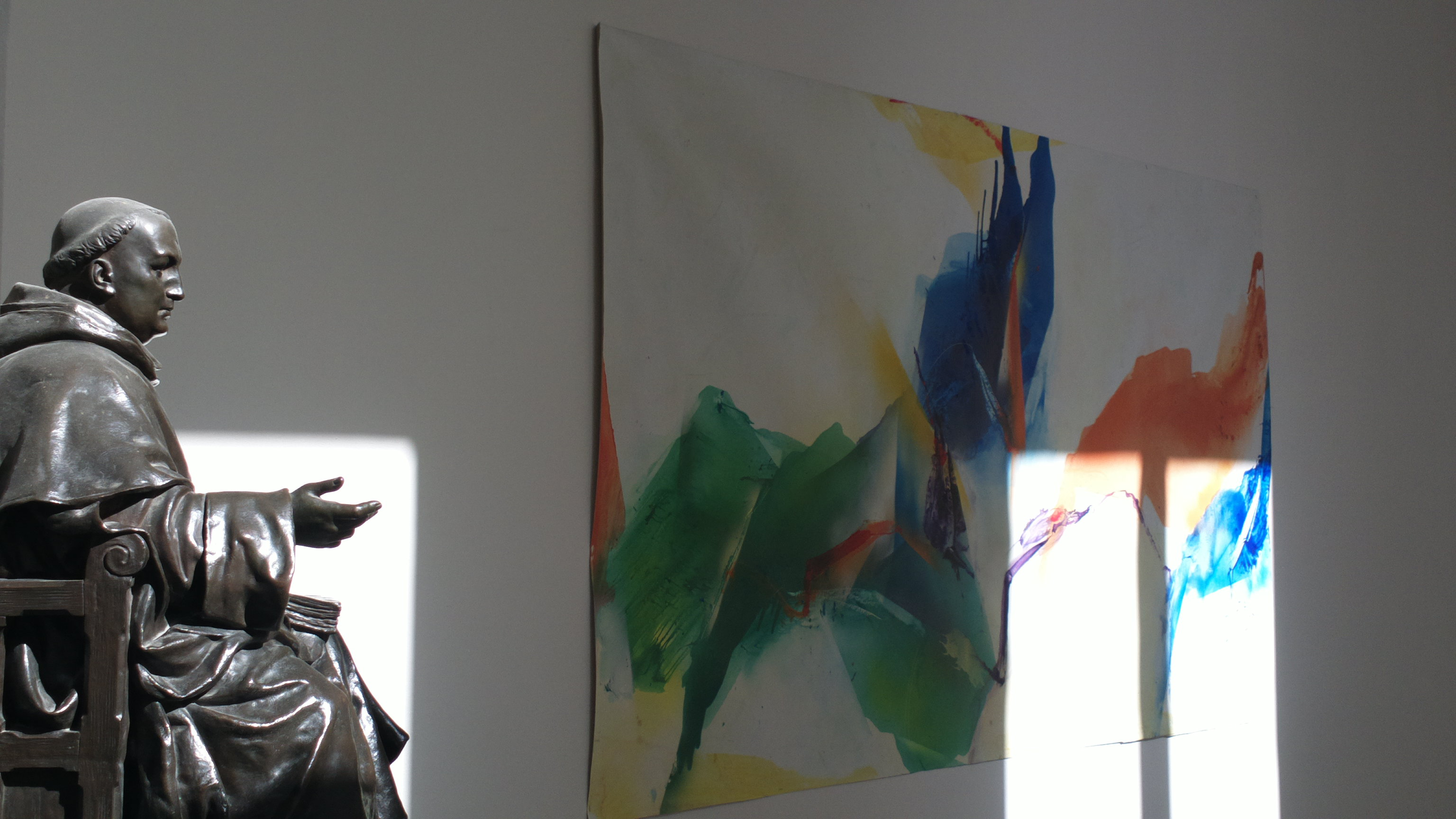
L'atrium du couvent.

- No 223 : entrée du square du Roule, voie privée.

- No 228 : emplacement de la propriété de Jean-Antoine Houdon, où résidait le sculpteur avec sa famille à partir de 1787 et où était établi son atelier et sa fonderie. Les bâtiments conventuels du couvent de l'Annonciation s'étendent à partir du 222 sur le terrain de cette ancienne propriété[85].

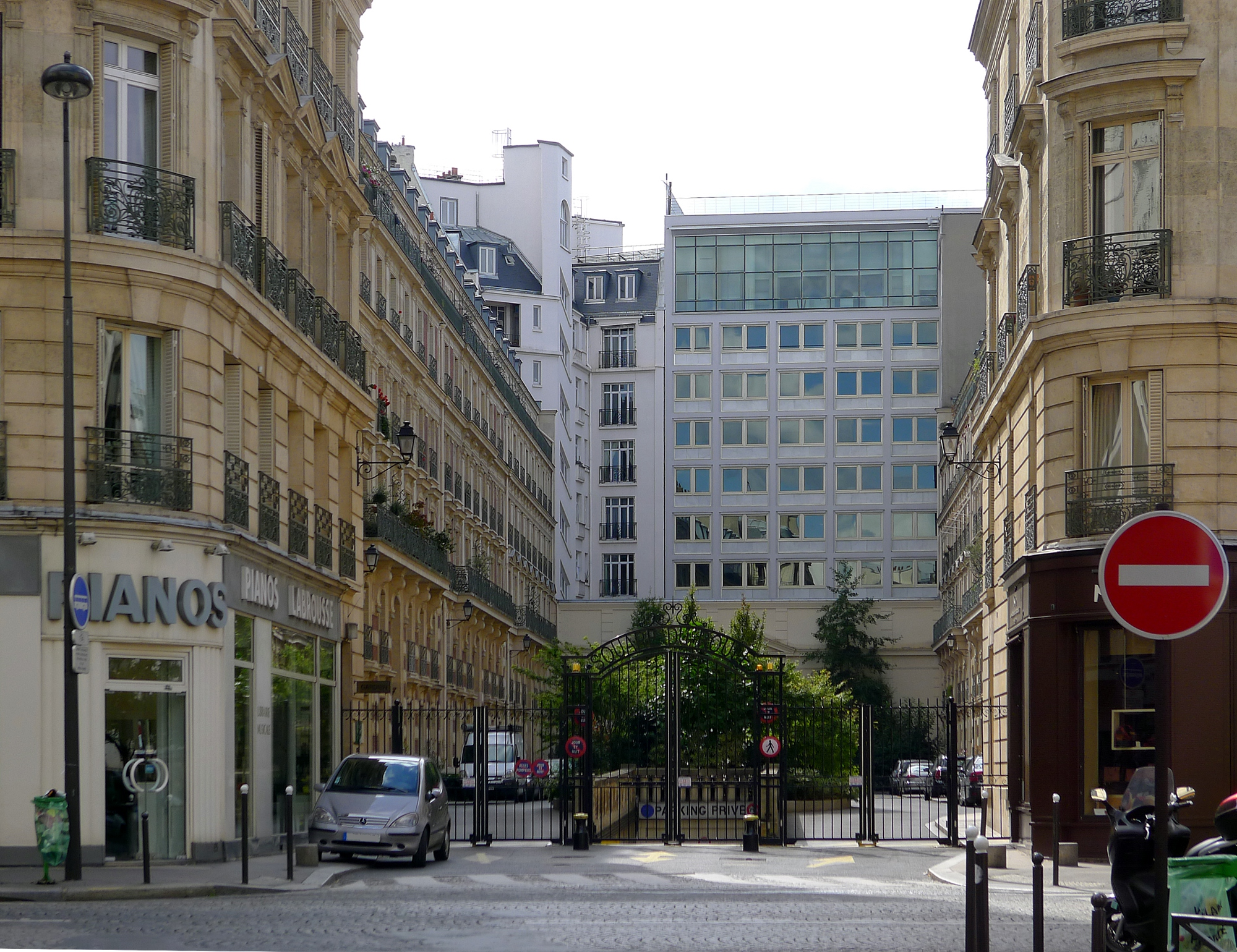
Le square du Roule au no 223.

- No 233 : Gustave Obiols, sculpteur, y résida[réf. nécessaire].

- No 233bis : entrée de la Villa Wagram-Saint-Honoré où de nombreux artistes eurent leur atelier.

- No 235 : immeuble d'ateliers d'artistes construit par Gustave Eiffel vers 1850, avec des armatures en piliers de fonte. Le peintre René Princeteau et le sculpteur Jean-Baptiste Carpeaux, ainsi que le statuaire Denys Puech (1854-1942) y eurent leur atelier au XIXe siècle[86], le peintre Maurice Verdier au XXe siècle[87].
- No 236 : l'architecte Robert Mallet-Stevens y habite jusqu'en 1927[88].
- No 237 : l'ancien cycliste Paul Masson y a tenu une pharmacie de 1903 à 1945.
- No 240 : Gustave Flaubert a vécu à cette adresse de 1875 à sa mort en 1880, comme le signale une plaque en façade apposée le 23 septembre 2023[89].
- No 252 : la salle Pleyel.
- No 255 : l'industrielle des cosmétiques Helena Rubinstein ouvre son premier institut de beauté parisien à ce numéro en 1909, avec des meubles signés André Groult. Après la Première Guerre mondiale, le salon déménage au no 126 de la même voie puis, en 1929, elle achète un immeuble au no 52, où sont centralisés l'institut, les cabines de soin ainsi que les bureaux. Attentive aux couleurs après avoir assisté aux Ballets russes, elle confie le décor au couturier Paul Poiret[90],[91],[92].
- No 264 : salle de cinéma Cinéac-Ternes (disparue) du réseau Cinéac.